# Liste der Straßennamen von Wien/Wieden
Liste der Straßen, Gassen und Plätze des 4. Wiener Gemeindebezirks Wieden
| Historische Straßennamen – Einzelnachweise – Literatur – Weblinks |

## A

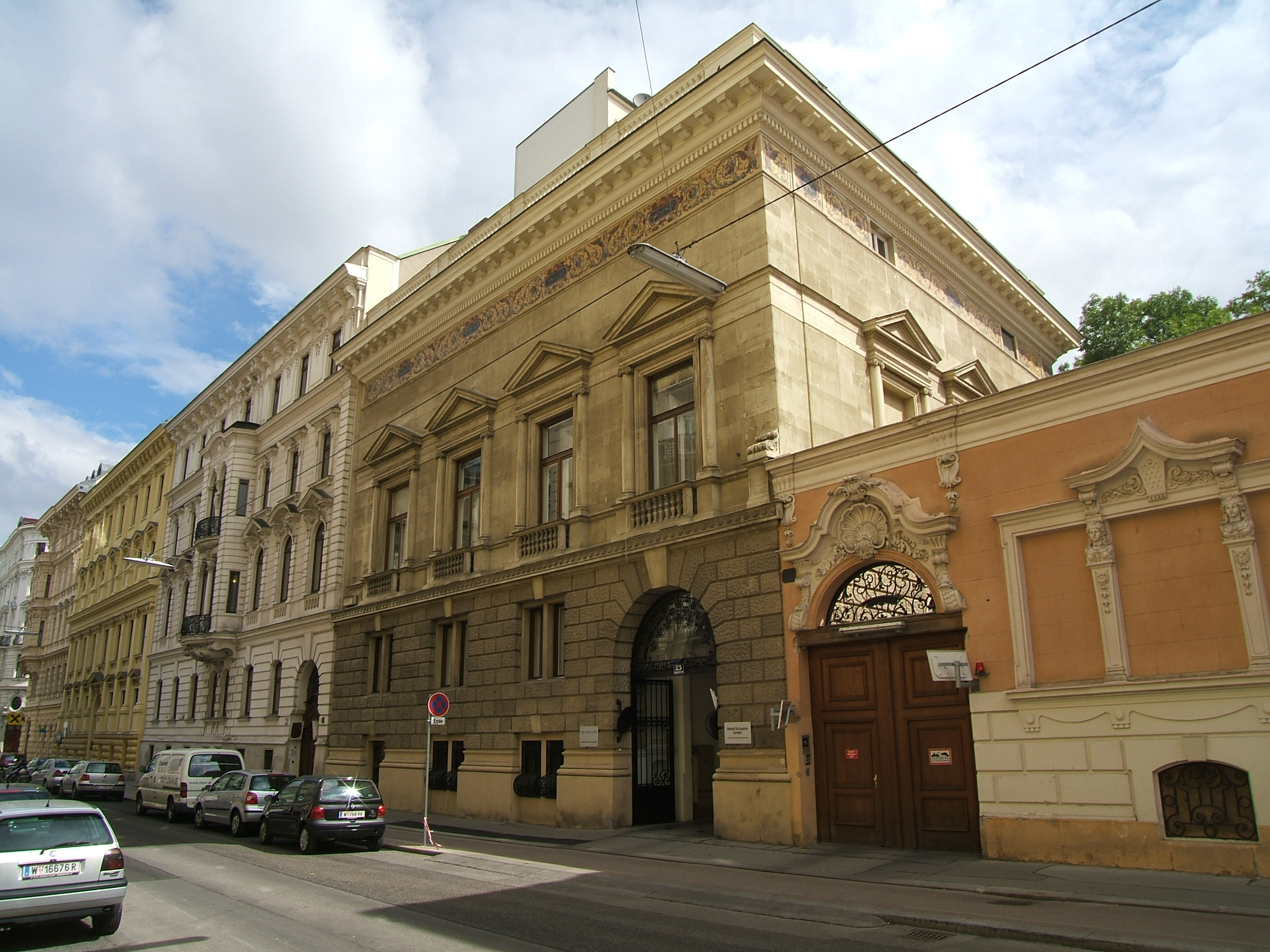
Palais Wessely in der Argentinierstraße 23

- Anton-Burg-Gasse, 1876 benannt nach dem Unternehmer Anton Burg (1767–1849); der Tischler und Mechaniker („Hofmaschinist“) errichtete 1797 in Wieden die erste Fabrik für landwirtschaftliche Maschinen in Österreich, die k.k. Hofackerwerkzeug- und Maschinenfabrik Anton Burg und Sohn. Daneben entwickelte er 1818 nahezu zeitgleich mit dem Deutschen Karl Drais ein Laufrad, die Urform des Fahrrads. Er vermietete diese Laufräder und gründete die erste Fahrschule.[1][2] Sein Sohn Adam von Burg (1797–1882) war Professor am Polytechnischen Institut und ab 1849 dessen Leiter.
- Apfelgasse, 1873 benannt nach dem ehemaligen Gasthaus „Zum roten Apfel“. Die Gasse wurde um 1870 als Verbindung zwischen Paniglgasse und Frankenberggasse errichtet, wobei das Gasthaus abgerissen werden musste.
- Argentinierstraße, 1921 benannt nach Argentinien. Der achtgrößte Staat der Erde unterstützte unter dem Präsidenten Hipólito Yrigoyen Österreich nach dem Ersten Weltkrieg mit einer Spende in der Höhe von 5 Millionen Pesos. Die Straße hieß früher Haferpoint, um 1700 Alleegasse. Bis etwa 1875 war der Häuserblock zwischen Plößlgasse und Theresianumgasse noch nicht vorhanden. Nach der Trassierung der heutigen Plößlgasse wurde der nördliche Teil der Straße von der Karlskirche bis zur Plößlgasse Untere Alleegasse genannt, die Plößlgasse hieß bis 1875 Obere Alleegasse. Um 1875 erfolgte der Straßenbau im noch fehlenden Teilstück; die um 1830 bereits im Stadtplan eingetragene Sophiengasse südlich der Theresianumgasse wurde nun in die Alleegasse einbezogen.

## B

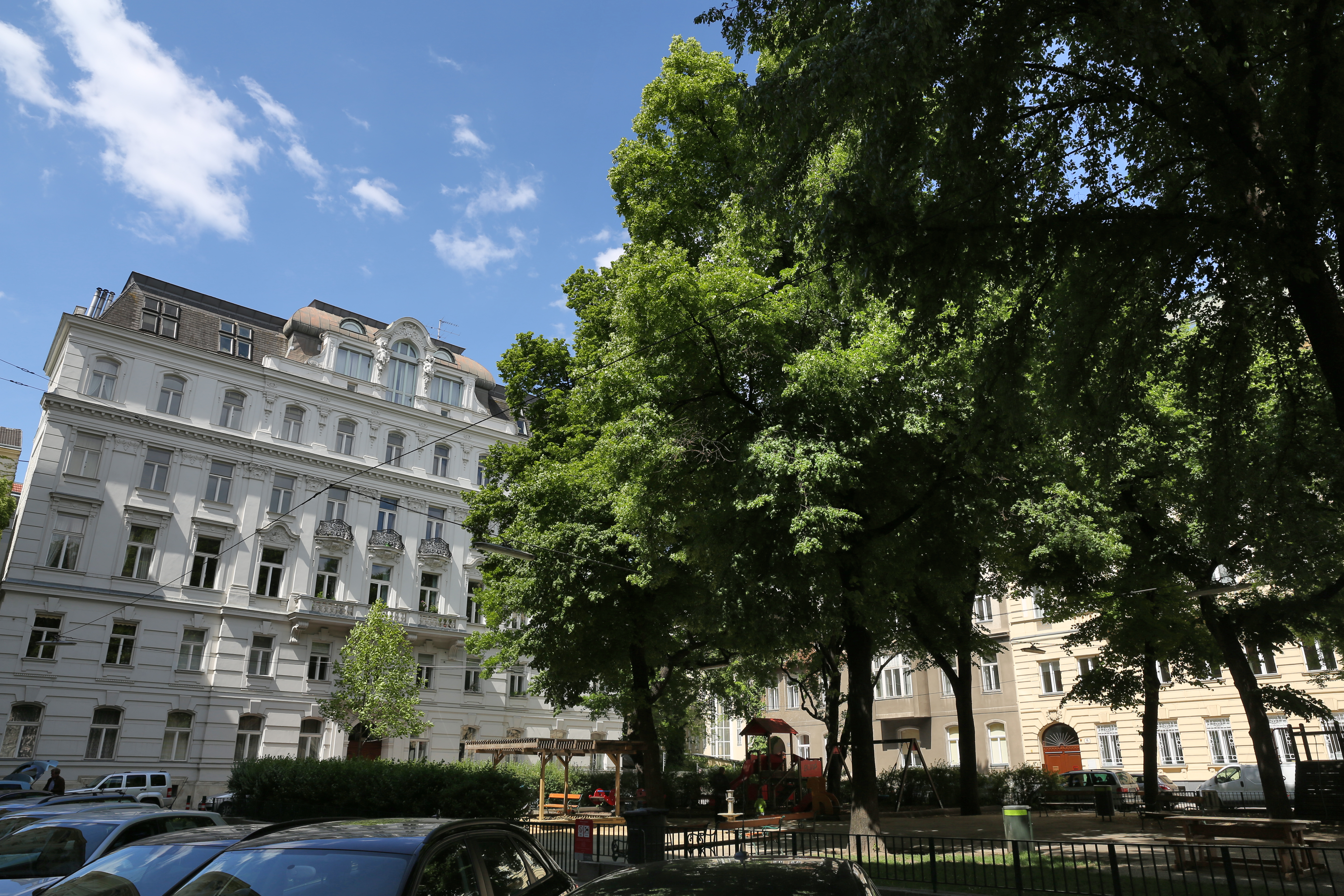
Brahmsplatz

- Bärenmühldurchgang, 1937 benannt nach der Bärenmühle am Mühlbach beim Wienfluss (Rechte Wienzeile 1), die 1705 vom Müllermeister Georg Mackh erbaut wurde. 1794 wurde die Mühle auf ein benachbartes Grundstück verlegt; 1856 wurde sie eingestellt, nachdem der Mühlbach zugeschüttet worden war. Der Name der Mühle bezog sich auf ein daneben liegendes Gasthaus „Zum Schwarzen Bären“. Um die Mühle rankte sich eine Legende um die Errettung des Müllers vor einem Bären. Heute befindet sich hier ein ebenfalls Bärenmühle genanntes Wohnhaus, das 1937–1938 von Heinrich Schmid und Hermann Aichinger erbaut wurde. Der Durchgang, 1913 als Gasse projektiert, ist ein durch das Wohnhaus führender Fußweg zwischen Operngasse und Rechter Wienzeile. Siehe auch Mühlgasse.
- Belvederegasse, um 1860 benannt nach dem Schloss Belvedere, der von Johann Lucas von Hildebrandt (1668–1745) für Prinz Eugen von Savoyen (1663–1736) erbauten Schlossanlage im Bezirk Landstraße, zu der die Gasse führt. Das Obere Belvedere und das Untere Belvedere samt Orangerie bilden mit der verbindenden Gartenanlage ein barockes Ensemble. Der Name „Belvedere“ stammt von italienisch bel vedere („schöne Aussicht“). Die Gasse hieß davor Ferdinandsgasse.
- Blechturmgasse, 1862 benannt nach dem alten Flurnamen blechernes Thurm-Feld. Der Name leitet sich von einem Eckhaus ab, das seinerzeit mit einem blechernen Turm geziert war und als eines der ältesten Häuser der Vorstadt Wieden gilt. Die Gasse bildet seit 1861 die Grenze zum 5. Bezirk. Sie hieß um 1829 Blecherne Thurmgasse; ihre Verlängerung außerhalb des Linienwalls hieß Alter Bürgerweg.
- Brahmsplatz, 1898 benannt nach dem deutschen Komponisten, Pianisten und Dirigenten Johannes Brahms (1833–1897). Seine Kompositionen werden vorwiegend der Romantik zuordnet; durch die gleichzeitige Einbeziehung von klassischen Formen gehen sie aber weit über diese zurück und hinaus. Er gilt als einer der bedeutendsten europäischen Komponisten in der zweiten Hälfte des 19. Jahrhunderts. Brahms wirkte ab 1862 immer wieder in Wien und starb in der Karlsgasse 4 in Wieden.
- Brucknerstraße, 1901 benannt nach dem Komponisten, Organisten und Musikpädagogen Anton Bruckner (1824–1896). Dem Stil der Romantik verbunden, gehörte er zu den wichtigsten und innovativsten Tonschöpfern seiner Zeit und übte durch seine Werke bis weit ins 20. Jahrhundert hinein großen Einfluss auf die Musikentwicklung aus. Seine bedeutendsten Kompositionen sind seine groß angelegten Sinfonien. Auch die Kirchenmusik hat er um wichtige Werke – unter anderen drei große Messen und ein Te Deum – bereichert. Die Straße hieß davor Brucknergasse. Der Komponist verbrachte sein letztes Lebensjahr im nahen Belvedere.

## C
- Cissy-Kraner-Platz, 2013 benannt nach der Schauspielerin, Sängerin und Kabarettistin Cissy Kraner (eigentlich Gisela Kraner, 1918–2012). Sie wirkte ab 1938 auf verschiedenen Kleinkunstbühnen in Bogotá und Caracas. Von 1948 bis 1965 arbeitete sie im Kabarett Simpl, von 1950 bis 1951 spielte sie am „Lachenden Kabarett“ in der Melodies Bar im St. Annahof. Die von Cissy Kraner interpretierten Lieder wurden meist von ihrem Mann Hugo Wiener geschrieben; siehe den in der Nähe befindlichen Hugo-Wiener-Platz in Wieden sowie den Hugo-Wiener-Weg im 22. Bezirk Donaustadt. Der Platz ist eine hausnummernlose Verkehrsfläche an einer Verbreiterung des Mittersteigs in jenem Abschnitt, in dem er die Grenze zum 5. Bezirk bildet.

## D
- Danhausergasse, 1862 benannt nach dem Maler und Grafiker Josef Danhauser (1805–1845); er war Porträt-, Historien- und Genremaler. Seine größte Bedeutung liegt auf dem Gebiet der Genremalerei, in dem er neben Ferdinand Georg Waldmüller und Peter Fendi als wichtigster Maler der Biedermeierzeit in Wien gilt. In seinen Werken zeigt sich eine deutliche sozialkritische Note. Er wurde an der heutigen Adresse 6., Linke Wienzeile 16, geboren und starb auf der Wieden, Paniglgasse 7.

## E
- Erzherzog-Johann-Platz, 1997 benannt nach Erzherzog Johann von Österreich (1782–1859), österreichischer Feldmarschall und deutscher Reichsverweser. In der Steiermark war er durch ein halbes Jahrhundert Förderer und Modernisierer von Industrie, Landwirtschaft und Eisenbahnwesen sowie im Kultur- und Bildungsbereich. Eines seiner Verdienste war die Durchsetzung der Trassierung der Südbahn von Wien nach Triest über den Semmering und durch Mürz- und Murtal nach Graz. Der Platz ist eine zuvor unbenannte platzartige Erweiterung an der Abzweigung der Gusshausstraße von der Favoritenstraße in deren zentrumsnächstem Abschnitt. Auf dem Platz besteht nur eine Hausnummer: Nr. 1, identisch mit Gusshausstraße 30.

## F

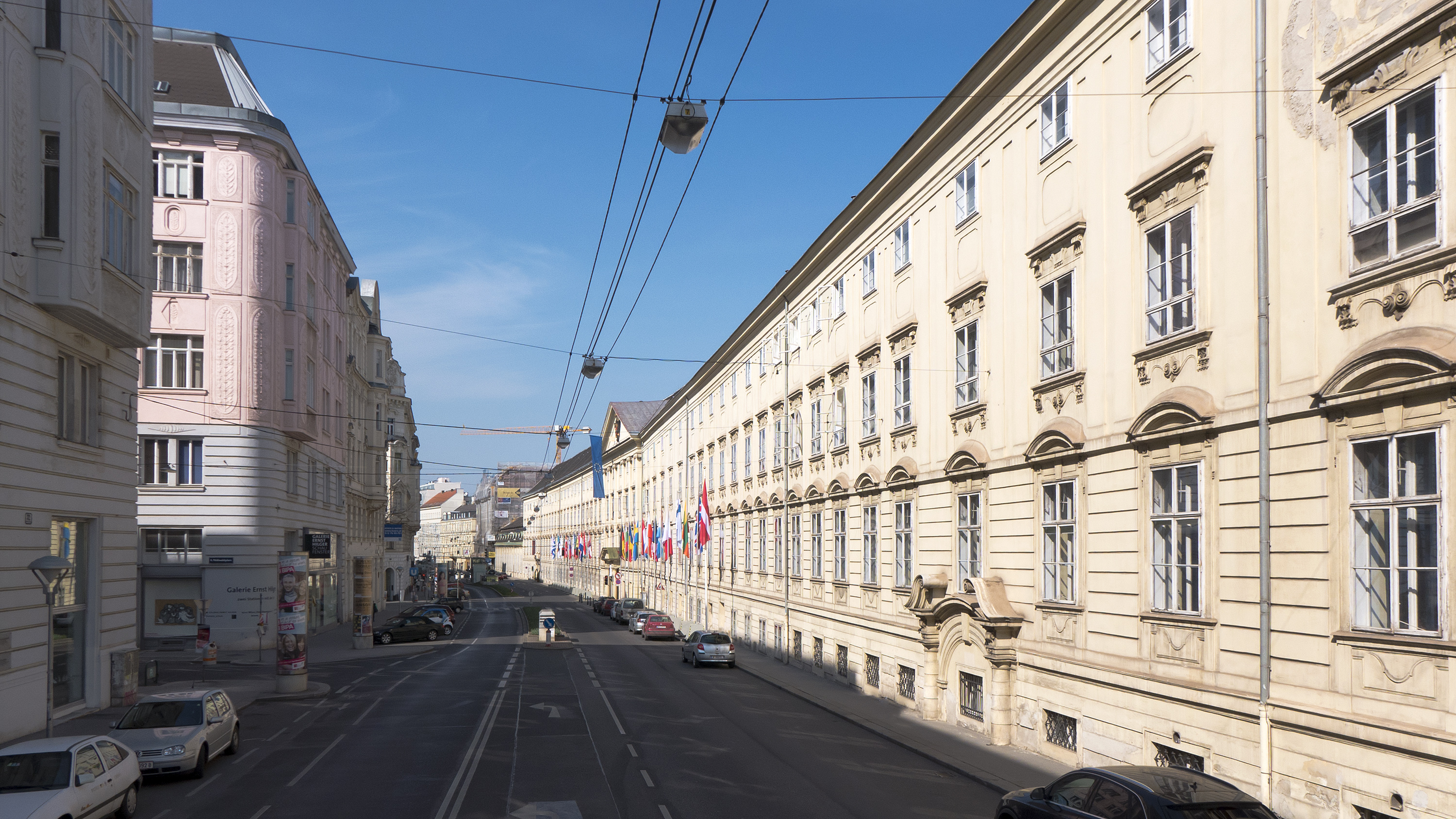
Favoritenstraße, Blick stadteinwärts, rechts das Theresianum

- Faulmanngasse, 1913 benannt nach dem Schriftsetzer und Stenografie-Theoretiker Carl Faulmann (1835–1894); er veröffentlichte 1878 sein Buch der Schrift, das in bis dahin unerreichter Vollständigkeit alle bekannten Schriftsysteme behandelte. Seine Hauptbeschäftigung war jedoch die Stenografie. Er entwickelte „Gabelsbergersche“ Lettern, die er dann in immer wieder verbesserten Versionen fast vier Jahrzehnte lang zum Druck von Stenografie-Zeitschriften und -Lehrbüchern nutzte. Daneben arbeitete er als Stenografielehrer an höheren Schulen.
- Favoritenstraße, benannt (Datum unbekannt) nach dem kaiserlichen Lustschloss Favorita (heute: Theresianum), nach dem auch der 1874 geschaffene 10. Bezirk, Favoriten, benannt ist. Der Verkehrsweg war seit alters her südliche Ausfallstraße der Stadt Richtung Ödenburg und Ungarn. Beim kaiserlichen Lustschloß wurde die Straße früher Kaiserallee bzw. Kaiserweg genannt, 1830 scheint der Name Favoriten Linien Straße auf, später zu Favoritenstraße verkürzt (Linie = Tor im Linienwall).
- Fleischmanngasse, 1825 benannt nach dem Landkutscher[3] Georg Fleischmann (1765–1832), bürgerlicher Großfuhrmann, Mitglied des „Äußeren Rats“.
- Floragasse, 1862 benannt nach dem 1859 gegründeten Florabad in der Klagbaumgasse 4. Das Florabad war ein öffentliches Volksbad („Tröpferlbad“) mit Dusch- und Wannenbädern, das vor allem den Unterschichten die Möglichkeit zu regelmäßiger Körperpflege bot. Die Besitzerin Johanna Wieser erregte in den 1870er Jahren Aufsehen, weil sie als erste Frau eine Badeanstalt betrieb. Nach der Schließung des Bades 1978 wurde in dem Gebäude 1983 das Bezirksmuseum Wieden eingerichtet.[4]
- Frankenberggasse, 1873 benannt nach Heinrich Frankenberg (1809–1869); er war von 1865 bis 1869 Bezirksvorsteher-Stellvertreter von Wieden. Bezirksvorsteher war zu dieser Zeit Anton Burg, Sohn des gleichnamigen Unternehmers; siehe Anton-Burg-Gasse.
- Freundgasse, 1862 benannt nach dem Anstreichermeister Martin Freund (1748–1825), Mitglied des „Äußeren Rats“. Die Gasse hieß davor Salvatorgasse.

## G

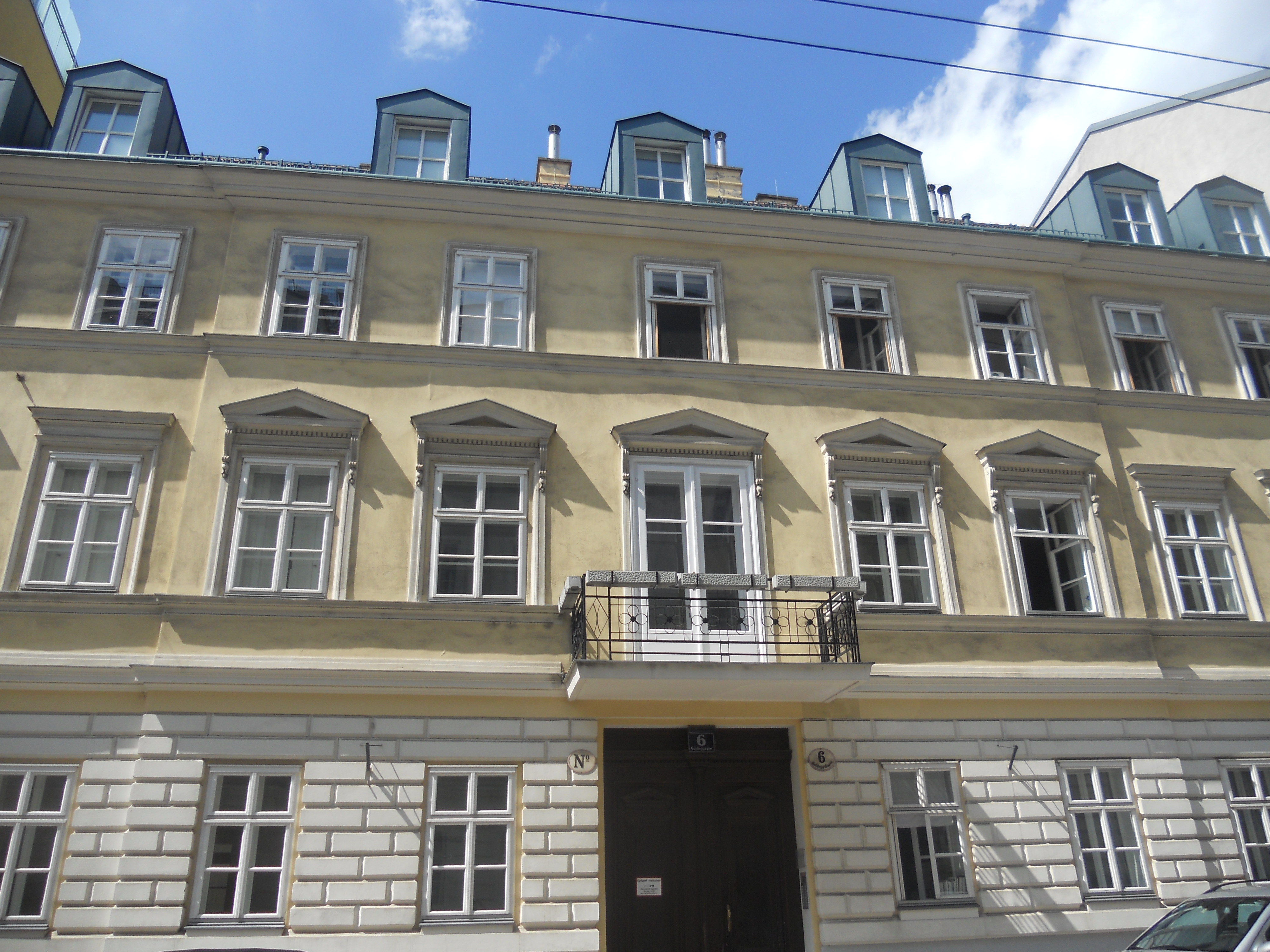
Das Haus Goldegggasse 6, erbaut 1829 von Adam Hildwein

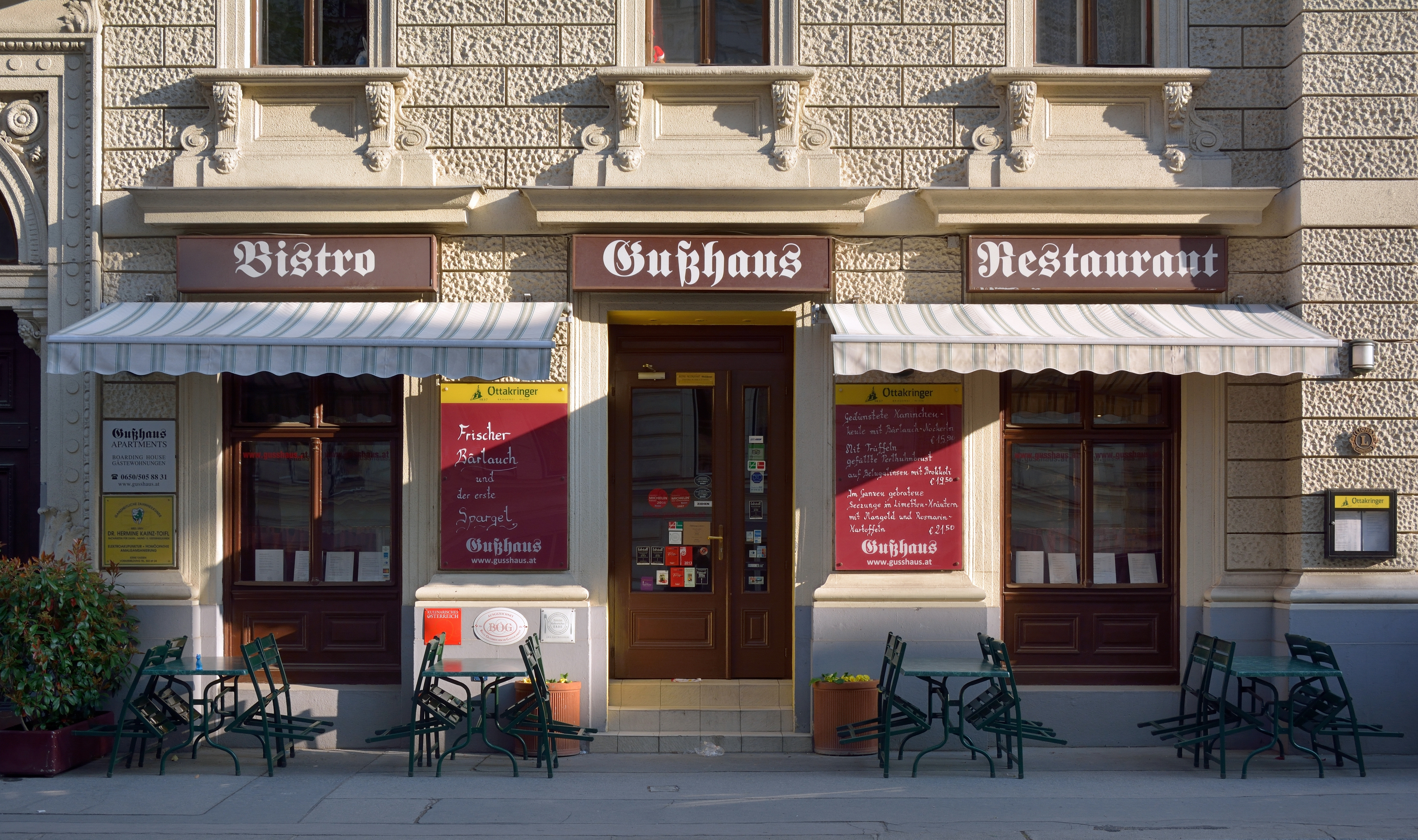
Restaurant Gußhaus in Erinnerung an die „k.k. Kunsterzgießerei“

- Goldegggasse (bis 1999 amtlich: Goldeggasse), 1862 benannt nach der ehemaligen Riede Am Goldegg, die bereits 1381 erwähnt wurde. Der Weinberg lag zwischen Theresianumgasse, Prinz-Eugen-Straße, der heutigen Kolschitzkygasse und der Favoritenstraße. Der Weinbau war bis ins 17. Jahrhundert neben dem Handel der wichtigste Wirtschaftsfaktor in Wien.[5] Die Gasse hieß davor Annagasse.
- Graf-Starhemberg-Gasse, 1938 benannt nach dem Feldherrn Ernst Rüdiger von Starhemberg (1638–1701); er war seit den 1660er Jahren Militärführer in den Kriegen gegen Franzosen und Türken unter Raimondo Montecuccoli. Ab 1680 war er Wiener Stadtkommandant und der Verteidiger Wiens bei der Zweiten Türkenbelagerung 1683. Starhemberg wurde als Dank für die Rettung Wiens von Kaiser Leopold I. zum Feldmarschall ernannt und erhielt die Würde eines Staats- und Konferenzministers. Ab 1691 war er Präsident des Hofkriegsrats und für die Organisation der österreichischen Armee verantwortlich. Die Rüdigergasse im 5. Bezirk, Margareten, ist ebenfalls nach ihm benannt. Die Gasse hieß seit 1884 Starhemberggasse und davor nach Czeike seit 1825 Karolygasse (nach dem später verbauten Karolyschen Garten, 1792 von Maria Josepha Gräfin Károlyi erworben). Allerdings ist auf dem nach 1830 erschienenen Stadtplan K. K. Polizey Bezirk Wieden von Carl Graf Vasquez die Starhemberggasse bereits eingetragen, und zwar, mit einer kurzen Unterbrechung, von der Maierhofgasse (siehe Mayerhofgasse) bis zum Linienwall bei der Favoriten Linie. Die Karolygasse findet sich auf dem Plan nicht.
- Große Neugasse, um 1830 benannt nach einem um 1745 neu angelegten Ortsteil. Die Gasse hieß davor Neue Gasse auf der Neuen Wieden und war auch als Grosse Neue Gasse bekannt.
- Grüngasse, 1862 benannt nach Vinzenz Grün (1812–um 1871), Grundbesitzer; er eröffnete 1850 mit dem Bau von vier Häusern diese Gasse. Die Benennung wäre noch zu seiner Lebenszeit erfolgt, wobei jedoch sein kolportiertes Todesjahr unklar und unbelegt ist. Die Verlängerung der Gasse im 5. Bezirk wurde an Stelle des 1856 zugeschütteten Mühlbachs angelegt.
- Gusshausstraße (bis 1999 amtlich: Gußhausstraße), 1873 benannt nach der ehemaligen k.k. Kanonengießerei („Gusshaus“), die 1750 gegründet worden war. Die Fabrik wurde 1851 in das neu errichtete k.k. Artillerie-Arsenal verlegt; stattdessen wurde im Gusshaus die „k.k. Kunsterzgießerei“ eingerichtet, die der Ausbildung junger Künstler in den verschiedenen Techniken der Erzgießerei diente. Ihr erster Leiter war Anton Dominik von Fernkorn. Viele Wiener Denkmäler wurden hier angefertigt. 1869 richtete der Historienmaler Hans Makart im Gusshaus sein Atelier ein. Ab 1896 wurden die Gebäude für eine Mädchen-Malschule genutzt und ab 1916 demoliert.

## H
- Hauslabgasse, 1891 benannt nach dem General und Kartografen Franz von Hauslab (1798–1883), General-Artillerie-Direktor (1854–1860), Leiter des wissenschaftlichen Komitees des Kriegsministeriums (1860–1865). Er war 1843 Lehrer der Erzherzoge und Brüder Franz Joseph (1848–1916 Kaiser) und Ferdinand Max (1867 als Kaiser von Mexiko standrechtlich erschossen). Als Kartograf schuf er u. a. die Farbskala für Höhenlinien in Karten und beschäftigte sich mit geologischen Studien. 1826 führte er die Farblithografie in die Kartografie ein. Der Hauslabkogel und das Hauslabjoch in den Ötztaler Alpen in der Nähe des Fundorts der Gletschermumie „Ötzi“ sind ebenfalls nach ihm benannt.
- Heumühlgasse, benannt (vor 1830, Datum unbekannt) nach der Heumühle, einer ehemaligen Wassermühle, die in ihrer heutigen Form auf das 14. Jahrhundert zurückgeht. Das bis zum 17. Jahrhundert Steinmühle genannte Bauwerk gilt als der älteste Profanbau Wiens. Im 13. Jahrhundert wurde im Wiental ein Mühlbach angelegt, der bei Gumpendorf aus dem Wienfluss abgezweigt und auf Höhe des heutigen Naschmarktes wieder eingeleitet wurde. An diesem später zugeschütteten Mühlbach wurden drei Mühlen errichtet: Die Heumühle, die Schleifmühle und die Bärenmühle; siehe Schleifmühlgasse, Bärenmühldurchgang und Mühlgasse. Die Heumühle war bis 1856 in Betrieb.
- Hoyosgasse, 1900 benannt nach dem Hofbeamten und Offizier Johann Ernst Hoyos-Sprinzenstein (1779–1849); er wurde 1821 Wirklicher Geheimer Rat und dann Obersthofmeister von Erzherzog Ferdinand I., der 1830, noch zu Lebzeiten seines Vaters, zum König von Ungarn gekrönt und 1835 Kaiser von Österreich wurde. 1826 erhielt er das Großkreuz des Leopold-Ordens, 1836 wurde er Ritter des Goldenen Vlieses und Generalmajor, um 1838 Feldmarschallleutnant. Nach dem Ausbruch der Märzrevolution 1848 war Hoyos, schon 70 Jahre alt, kurzzeitig Oberkommandant der Wiener Nationalgarde.
- Hugo-Wiener-Platz, 1999 benannt nach dem Komponisten und Kabarettisten Hugo Wiener (1904–1993); er war ab 1950 Ensemblemitglieder des „Simpl“, wo er einen großen Teil der berühmten Doppelconférencen für Karl Farkas und Ernst Waldbrunn schrieb. Insgesamt schuf Wiener über hundert Kabarettprogramme und an die 400 Chansons, oft interpretiert von seiner Frau Cissy Kraner. Der Hugo-Wiener-Weg im 22. Bezirk, Donaustadt, ist ebenfalls nach ihm benannt. Der Platz ist eine Verkehrsfläche ohne Adressen.

## I
- Ida-Margulies-Platz, 2017 benannt nach der Widerstandskämpferin Ida Margulies (1910–2003), Mutter von Jean Margulies.

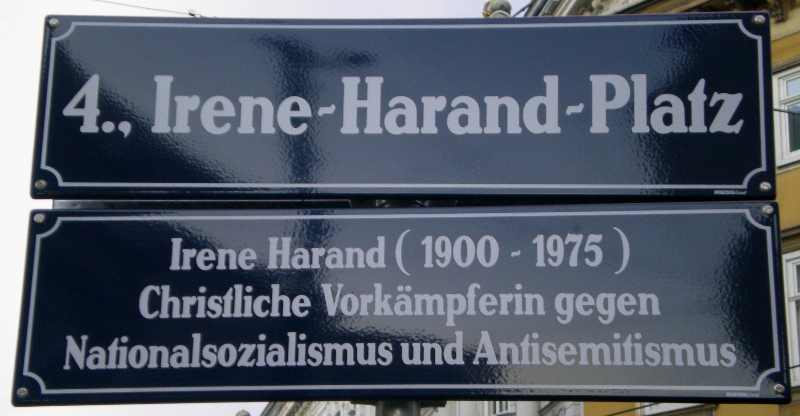
Irene-Harand-Platz vor der Paulanerkirche, Wiedner Hauptstraße

- Irene-Harand-Platz, 2008[6] benannt nach der Schriftstellerin Irene Harand (1900–1975); sie gründete 1933 gemeinsam mit Moriz Zalman die „Weltbewegung gegen Rassenhass und Menschennot“, die als Antithese zur NSDAP-„Hitler-Bewegung“ auftrat. Die überzeugte Katholikin war bis in die 1940er Jahre Monarchistin und eine Anhängerin des Austrofaschismus. Die „Harand-Bewegung“ wurde Teil der Vaterländischen Front und verteidigte bis zum Schluss den autoritären Kurs der Regierungen von Engelbert Dollfuß und Kurt Schuschnigg. Nach ihrer Emigration leitete Harand 1960–1975 die Exilorganisation „Austrian Forum“. In der Inneren Stadt ist der Gemeindebau Irene-Harand-Hof (Judengasse 4) ebenfalls nach ihr benannt. Der Platz vor der Paulanerkirche ist eine Verkehrsfläche ohne Adressen.

## J
- Johann-Strauß-Gasse, 1899 benannt nach dem Kapellmeister und Komponisten Johann Strauss Sohn (1825–1899), der 1878–1899 an dieser Gasse wohnte; er komponierte rund zwanzig Operetten, fünfhundert Walzer, Polken und Quadrillen, ein Ballett sowie eine Oper und gilt als Begründer der „goldenen Ära der Wiener Operette“. Der Walzer An der schönen blauen Donau (bekannter als Donauwalzer) wurde so etwas wie eine inoffizielle Hymne Wiens. Die Benennung der Gasse erfolgte bereits 30 Tage nach dem Tod des Komponisten; die Schreibweise ist nicht ganz korrekt. Obwohl der Name „Strauss“ in modernen Nachschlagewerken häufig mit „ß“ zu finden ist, schrieben die Mitglieder der Familie Strauss selbst ihren Namen immer mit „ss“ (ausgenommen Eduard Strauß). Nach Johann Strauss’ Mutter wurde 2006 der Anna-Strauss-Platz in Hietzing (13. Bezirk) benannt; nach seinem gleichnamigen Vater ist in Wien keine Verkehrsfläche benannt. Die Gasse hieß davor Igelgasse.

## K

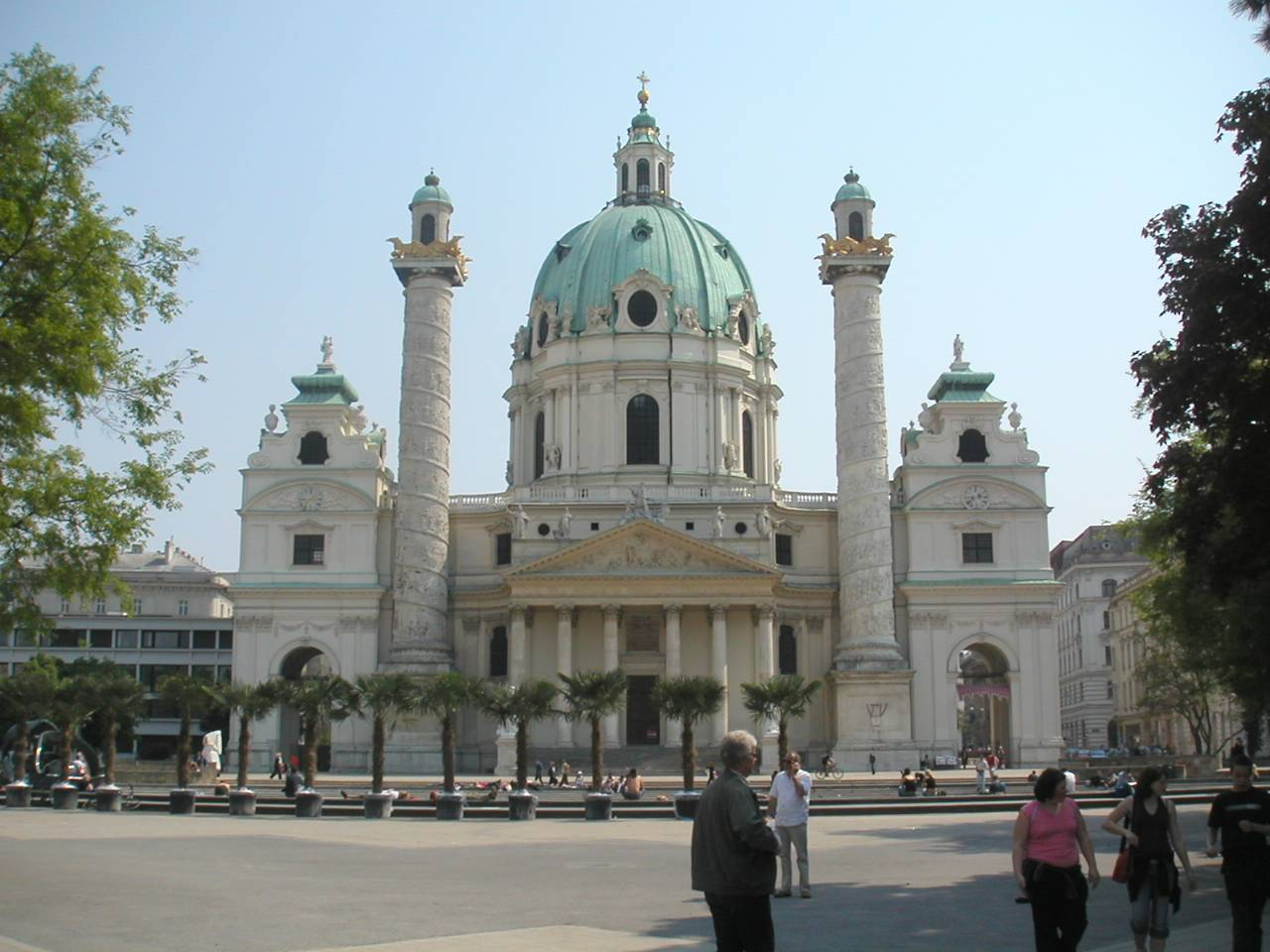
Die Karlskirche am Karlsplatz

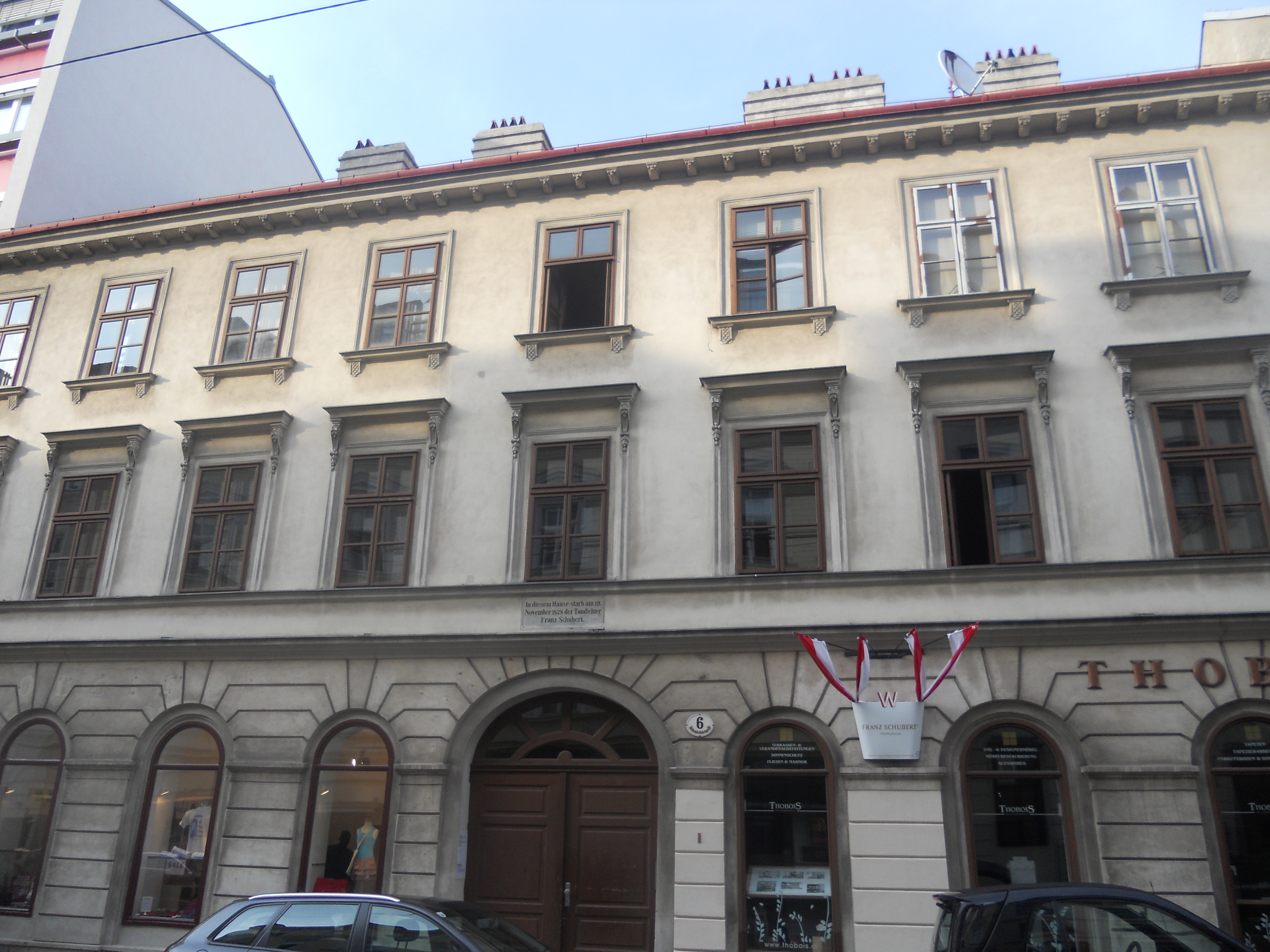
Schuberts Sterbehaus in der Kettenbrückengasse 6

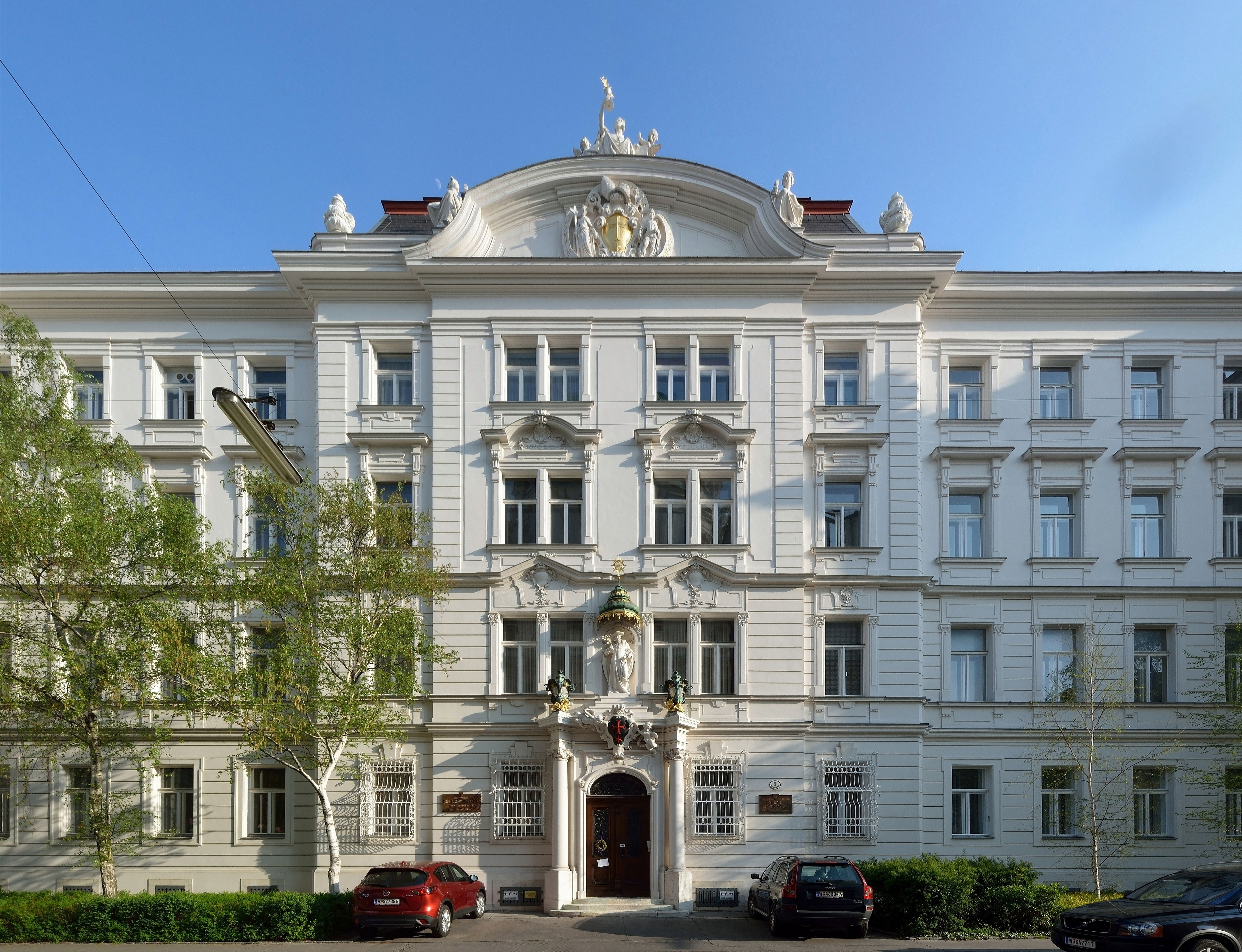
Der Kreuzherrenhof in der Kreuzherrengasse

- Karlsgasse, 1812 benannt nach der Karlskirche, die 1716–1737 von Johann Bernhard Fischer von Erlach und von seinem Sohn Joseph Emanuel Fischer von Erlach erbaut wurde; siehe auch die Erlachgasse und den Erlachplatz im 10. Bezirk, Favoriten. Die Kirche liegt an der Südseite des Karlsplatzes, ist einer der bedeutendsten barocken Kirchenbauten nördlich der Alpen und eines der Wahrzeichen Wiens. Sie wurde von Kaiser Karl VI. gestiftet; siehe Karlsplatz. Benannt ist sie nach Kardinal Karl Borromäus (1538–1584), Erzbischof von Mailand und bedeutender Vertreter der Gegenreformation. Die Karlskirche wird seit 2000 von den Kreuzherren mit dem Roten Stern betreut; siehe Kreuzherrengasse.
- Karlsplatz, 1899 benannt nach Kaiser Karl VI. (1685–1740). In seine Regierungszeit fällt der Erlass der Pragmatischen Sanktion; diese ermöglichte nicht nur die Thronfolge weiblicher Mitglieder des Hauses Habsburg, wenn kein männlicher Thronerbe vorhanden war, sondern war mit der Betonung der Unionsidee der Habsburger Länder zentral für das Entstehen der Großmacht Österreich. Karl gelobte 1713 nach einem Pestjahr die Errichtung der Karlskirche für seinen Namenspatron Karl Borromäus; siehe Karlsgasse. Der Platz entstand durch die 1894–1900 durchgeführte Regulierung und Einwölbung des Wienflusses.
- Karolinengasse, 1844 (bzw. vor 1830) benannt nach Karoline Auguste von Bayern (1792–1873); 1816 heiratete sie in der Augustinerkirche den bereits dreimal verwitweten Kaiser Franz I. und wurde somit Kaiserin. Kinderlos und in der Politik keine Rolle spielend, widmete sie sich karitativen Tätigkeiten. Durch ihre Bemühungen wurden mehrere Kinderbewahranstalten und andere soziale Einrichtungen errichtet. Die Gasse ist als Carolingasse bereits auf einem Stadtplan um 1830 eingetragen. Der heutige Stadtparksteg hieß bis 1919 nach der Kaiserin Karolinenbrücke. In Salzburg tragen das Museum Carolino-Augusteum (heute: Salzburg Museum) und die Karolinenbrücke ihren Namen.
- Kettenbrückengasse, 1828 benannt nach der ehemaligen Kettenbrücke über den Wienfluss, die später Rudolfsbrücke genannt wurde. Die Brücke wurde 1828–1830 erbaut; sie wurde 1913–1915 bei der Verlängerung der Einwölbung des Wienflusses abgebaut. Der Bereich Kettenbrücke mit der U-Bahn-Station Kettenbrückengasse ist das westliche Ende des Naschmarkts. Die Gasse hieß vorher Lumpertgasse (nach Bürgermeister Anton Lumpert, 1757–1837); durch sie verläuft seit 1861 die Grenze zwischen 4. und 5. Bezirk.
- Klagbaumgasse, benannt (Datum unbekannt, vor 1830) nach dem ehemaligen Siechenhaus zum Klagbaum, einem Spital für Leprakranke („Aussätzige“) in der damaligen Vorstadt Hungelbrunn[7]. Es befand sich an der heutigen Nr. 64–66 der Wiedner Hauptstraße beziehungsweise der Klagbaumgasse 1–4. Das Spital wurde 1266 gegründet, 1706 dem Bürgerspital angeschlossen und 1785 geschlossen. Namensgebend für das Siechenhaus zum Klagbaum war eine Linde, die nach einer volkstümlichen Legende nahende Katastrophen angeblich durch klagende Geräusche ankündigte.
- Kleine Neugasse, 1732 benannt, weil die Gasse nach der Parzellierung des Wiesenthalschen Gartens in diesem Jahr neu angelegt wurde; sie hieß (z. B. Stadtplan um 1830) auch Kleine neue Gasse.
- Kleinschmidgasse, 1862 benannt nach dem Polizeibeamten Friedrich August Kleinschmid (1749–1838), Polizeikommissär (ab 1786), Polizeibezirksdirektor (ab 1791), Direktor des Zucht- und Polizeihauses Wien (ab 1810), Regierungsrat (ab 1812). Er verhinderte während der Besetzung Wiens durch die Franzosen 1805 die Verschleppung von Staatseigentum. Weiters machte er sich um die Sträflingsfürsorge verdient und gründete 1810 eine Stiftung für entlassene Häftlinge. 1837 errichtete er eine Stiftung für Waisenkinder.[8]
- Kolschitzkygasse, 1862 benannt nach dem Soldaten, Spion und Dolmetscher Georg Franz Kolschitzky (1640–1694); während der Zweiten Türkenbelagerung (1683) gehörte er einer polnischen Einheit unter dem Befehl von König Jan III. Sobieski an und betätigte sich erfolgreich als Spion. Dass er 1686 das erste Kaffeehaus in Wien eröffnet haben soll, ist eine freie Erfindung, die der Piarist Gottfried Uhlich 1783 in einer Chronik in die Welt setzte. Kolschitzky starb im Alter von 54 Jahren völlig verarmt in Wien. Das erste Wiener Kaffeehaus eröffnete 1685 Johannes Theodat (auch Johannes Diodato, eigentlich Owanes Astouatzatur, um 1640–1725); nach ihm wurde 2004 im 4. Bezirk der Johannes-Diodato-Park benannt. Die Gasse hieß vorher 1813–1862 Liniengasse (nach dem Linienwall).
- Kreuzherrengasse, 1902 benannt nach dem 1233 gegründeten böhmischen Ritterorden der Kreuzherren mit dem Roten Stern. Die größte Ausbreitung erlebte der Orden unter Kaiser Karl IV., als er an die 60 Spitäler, Häuser und Pfarrkirchen in den böhmischen Ländern und in Ungarn verwaltete. Die Kreuzherren besitzen eine Komturei in Wien und betreuen seit 2000 die Karlskirche; siehe Karlsgasse. Die Kreuzherrengasse ist eine kurze Gasse zwischen der Karlskirche und dem hinter ihr liegenden Kreuzherrenhof.
- Kühnplatz, 1913 benannt nach dem Philanthropen Josef von Kühn (1833–1913); er war kurzzeitig (bis 1865) Beamter und dann Privatier. 1873–1885 war er Mitglied des Wiener Gemeinderats. 1873 gründete und leitete er den Ersten Wiener Volksküchenverein, der international vorbildlich wurde. Weiters erwarb er sich Verdienste um die Gründung der Mensa der Universität Wien und um die Ausspeisung von Schulkindern. 1908 wurde er nobilitiert.[9]

## L
- Lambrechtgasse, 1862 benannt nach dem Webermeister Johann Christoph Lambrecht (Lebensdaten unbekannt); er baute das erste Haus in dieser Gasse und eröffnete dadurch diese. Sie hieß davor 1787–1862 Schlösselgasse. Am Lambrechts Grund war in den 1830er Jahren die Bezeichnung eines benachbarten Areals, auf dem heute die parallele Phorusgasse (siehe dort) verläuft.
- Leibenfrostgasse, 1875 benannt nach dem Weingroßhändler Franz Leibenfrost (1790–1851); er übernahm 1812 von seinem Vater das Gasthaus „Jägerhorn“ in der Dorotheergasse (Innere Stadt) und erwarb sich den Ruf eines ausgezeichneten Weinfachmanns. 1820 eröffnete er ein Kaffeehaus („Leibenfrost'sches Caffe“) am Neuen Markt 12, in dem viele Prominente verkehrten.[10] Bei der großen Überschwemmung von 1830 beteiligte er sich maßgeblich an den Rettungsarbeiten; unter anderem versorgte er die Überlebenden mit Lebensmitteln und schenkte den betroffenen Gemeinden Wasserpumpen. Er erhielt dafür die mittlere goldene Civil-Ehren-Medaille mit Oehr und Band.[11] 1831 wurde er k.k. Hoflieferant und später mit der Oberaufsicht über den Hofkeller betraut. 1849 spendete er beträchtliche Beträge für die Militärspitäler am Rennweg, in Mauer und in Kaiserebersdorf.
- Lothringerstraße, 1904 benannt nach Kaiser Franz I. Stephan von Lothringen (1708–1765), der durch seine Heirat mit Maria Theresia im Jahre 1736 das Haus das Habsburg-Lothringen begründete. Um den Anspruch auf die österreichischen, böhmischen und ungarischen Länder zu bekräftigen und die realen Machtverhältnisse abzubilden, wurde für die Familie der Doppelname gewählt, obwohl die Dynastie eigentlich eine geradlinige Fortsetzung des Hauses Lothringen in männlicher Linie ist, in weiblicher jedoch habsburgisch. Franz I. Stephan ist nicht zu verwechseln mit Franz II./I. Im angrenzenden 1. Bezirk wurde die Lothringerstraße vor 1864 benannt.

## M

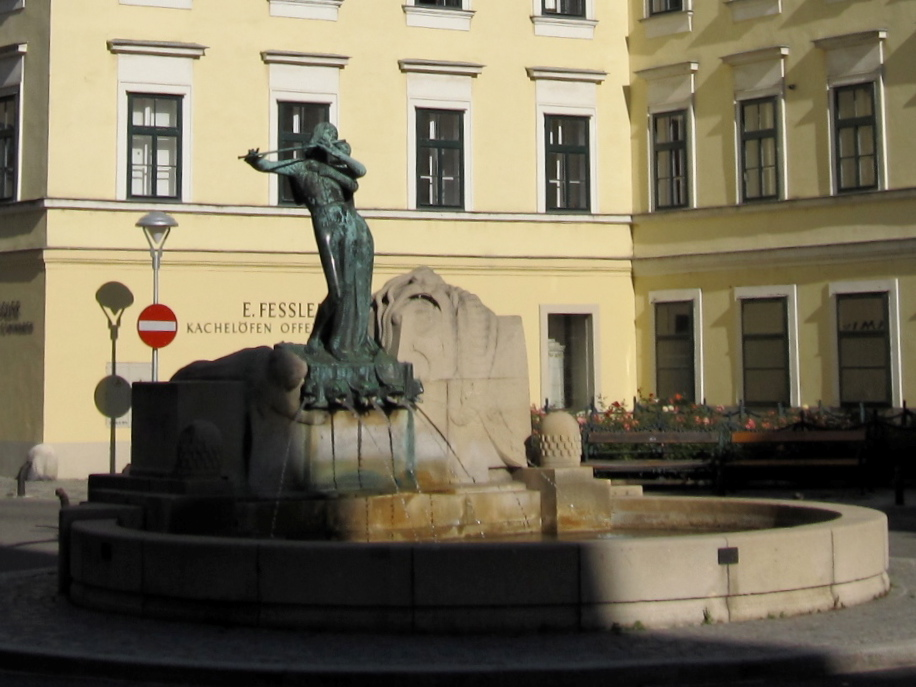
Mozart-Brunnen oder Zauberflötenbrunnen auf dem Mozartplatz, enthüllt 1905, von Otto Schönthal und Carl Wollek

- Maderstraße, 1900 benannt nach dem Bildhauer Johann Christoph Mader (1697–1761); ursprünglich Hirtenjunge aus Dux in Böhmen, kam er um 1718 nach Wien und wurde Geselle in der Werkstatt des Bildhauers Giovanni Stanetti. Nach dessen Tod 1726 wurde er zum Hofbildhauer des Prinzen Eugen ernannt.[12] Mader schuf u. a. 1724–1730 die Spiralreliefs der Triumphsäulen der Karlskirche mit Darstellungen aus dem Leben des Karl Borromäus.
- Margaretenstraße, um 1900 benannt nach der ehemaligen Ortschaft Margareten, die 1373 erstmals urkundlich erwähnt wurde und seit 1861 namensgebender Teil des 5. Bezirks Margareten ist. Der Name bezieht sich auf die heilige Margareta von Antiochia († um 305), der Legende zufolge eine geweihte Jungfrau und Märtyrin. Der Verkehrsweg lässt sich ab etwa 1700 nachweisen und bildete als Neu-Wiedner Straße die Hauptachse des Vororts Neue Wieden. Der Abschnitt zwischen Margaretenplatz und Reinprechtsdorfer Straße hieß im 18. Jahrhundert Griesgasse, der Abschnitt bis zum Linienwall Ziegelgasse (ab 1862 Obere Bräuhausgasse). Für Teile der Straße sind auch die Bezeichnungen Adlergasse (um 1830), Reinprechtstorfer Hauptstraße und Obere Schloßgasse überliefert.
- Mattiellistraße, 1901 benannt nach dem Bildhauer Lorenzo Mattielli (um 1682–1748); er zählt zu den bedeutendsten italienischen barocken Künstlern, die nördlich der Alpen wirkten. In Wien arbeitete er unter anderem an der skulpturalen Ausstattung der Hofburg, an den seitlichen Reliefs der Portale im Stadtpalais des Prinzen Eugen, dem Palais Schwarzenberg und am Zeughaus der Feuerwehr am Platz Am Hof. Für die Karlskirche schuf er die Giebelfigur des Hl. Karl Borromäus, die Figuren auf der Attika, die Engelsfiguren am Tambour, die bekrönenden Adler der großen Säulen, sowie die Engel des Hochaltares.
- Mayerhofgasse, 1905 (bzw. vor 1780) benannt nach einem Gutshof, der bereits 1386 als „der deutschen Herren Meierhof vor dem Kärntnerthor“ erwähnt wurde. Der Gutshof gehörte um 1450 den Grafen Schaumburg. Danach war er um 1615 als Angerfelderhof Teil der Schlossanlage Favorita. Die Gasse hieß bis 1770 Favoriten-Allee, um 1778 Mayerhöfel-Gasse, und wurde vor 1830 als Maierhofgasse erwähnt.
- Mittersteig, benannt (Datum unbekannt) als Ableitung der Ende um 1778 gebräuchlichen Bezeichnung „Mittlere Steigg“. Ein Steig bezeichnet ursprünglich einen engen Weg, der nicht von Fahrzeugen befahren werden kann. Heute wird Steig auch als Synonym für alle Arten von Fußwegen, wie z. B. in Bürgersteig, benutzt. Der Begriff Steig ist mit seinen mundartlichen Ableitungen in vielen Flurnamen wiederzufinden. Die Gasse hieß ursprünglich Arme Schulgasse und Kleine Neue Gassen.
- Möllwaldplatz, 1917 benannt nach dem Lehrer und Schuldirektor Alois von Egger-Möllwald (1829–1904), Professor am Akademischen Gymnasium in Wien (1857–1877). Von 1869 bis 1873 war er karenziert, um als Lehrer des Kronprinzen Rudolf und der Erzherzogin Gisela zu fungieren und wurde dafür 1874 nobilitiert. 1877 / 1878 war er Direktor der Lehrerbildungsanstalt St. Anna und 1878–1893 Direktor des Theresianums, an dem der Möllwaldplatz liegt.[13] Der Platz hieß davor 1906–1917 Möllwaldhof.
- Mommsengasse, 1919 benannt nach dem deutschen Historiker Theodor Mommsen (1817–1903); er gilt als der bedeutendste Altertumswissenschaftler des 19. Jahrhunderts. Seine Werke und Editionen zur römischen Geschichte sind noch für die heutige Forschung von grundlegender Bedeutung. Für seine Römische Geschichte (1854–1856) wurde er 1902 mit dem Nobelpreis für Literatur geehrt. Die Gasse hieß davor Luisengasse.
- Mostgasse, um 1865 benannt nach dem Gasthaus „Zur grünen Weintraube“, das von 1732 bis 1970 in der Wiedner Hauptstraße 52 bestand. Es war das größte Restaurant auf der Wieden. 1846 wurde ein Hotel – ebenfalls „Zur grünen Weintraube“ – angeschlossen.
- Mozartgasse, 1862 benannt nach dem Komponisten Wolfgang Amadeus Mozart (1756–1791); sein umfangreiches Werk genießt weltweite Popularität und gehört zu den bedeutendsten im Repertoire der klassischen Musik. In seinem kurzen Leben hatte er etwa fünfzig Sinfonien komponiert, dreiundzwanzig Klavierkonzerte, fünf Violinkonzerte, eine Reihe großer Opern und eine Fülle weiterer Musikstücke. Gelegentlich wird er als das umfassendste musikalische Genie aller Zeiten bezeichnet. In vielen österreichischen Orten bestehen nach Mozart benannte Verkehrsflächen. Sein Porträt zierte ab 1989 die 5000-Schilling-Banknote und seit 2002 die österreichische 1-Euro-Münze. Die Gasse hieß davor 1789–1862 Platzgasse.
- Mozartplatz, 1899 benannt nach dem Komponisten Wolfgang Amadeus Mozart; siehe Mozartgasse. Der Platz war ursprünglich ein Garten der Paulaner bei der Paulanerkirche, der dann 1789–1802 verbaut und zunächst Platzgasse genannt wurde.
- Mühlgasse, 1862 benannt nach dem Mühlbach, einem ehemaligen künstlichen Nebenarm des Wienflusses, an dem sich drei Mühlen befanden: die Heumühle, die Schleifmühle und die Bärenmühle; siehe Heumühlgasse, Schleifmühlgasse und Bärenmühldurchgang. Der Mühlbach wurde 1856 im Zug der Verbauung des Wienflusses zugeschüttet. Die Gasse war vorher ein Teil der Schmiedgasse, 1894 kam die Mühlbachgasse hinzu.

## N
- Neumanngasse, 1796 benannt nach dem Landkutscher Josef Neumann (1764–1849); er war 1799–1801 Besitzer des Wohnhauses Kaiserhaus in Baden.[14] 1800/1801 transportierte er unentgeltlich 200 Zentner Naturalien in das von den Franzosen besetzte Oberösterreich, und wurde dafür zum Mitglied des „Äußeren Rates“ in Wien ernannt. Neumann besaß 15 Bauparzellen, davon neun hinter der Paulanerkirche in der Wieden; 1802 ließ er sich in der Favoritenstraße 2 (bzw. Neumanngasse 2) ein vierstöckiges Wohnhaus errichten. Die Benennung ist zu seiner Lebenszeit erfolgt.

## O

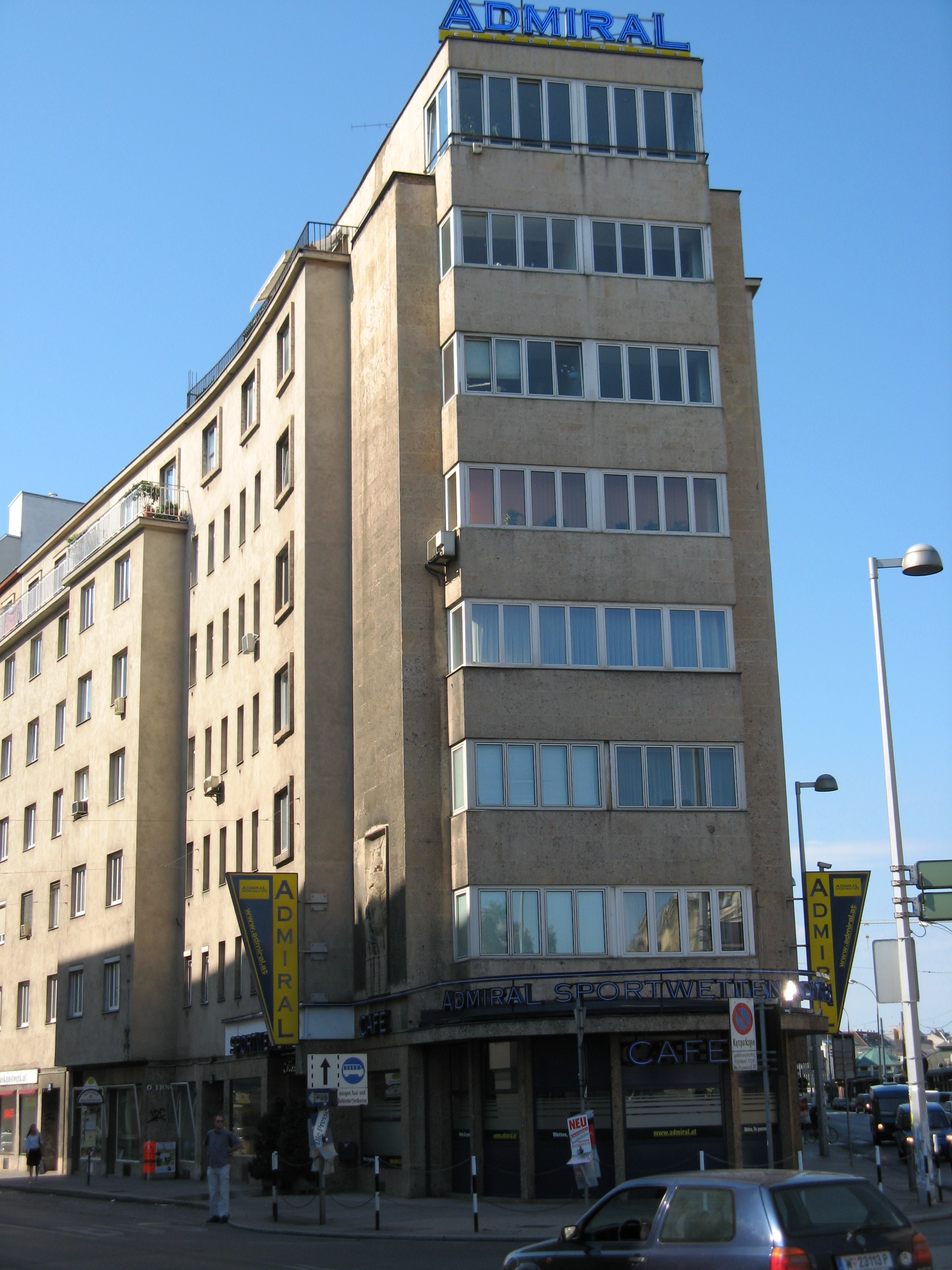
Wohnhaus Bärenmühle im 4. Bezirk; links vom Haus: die Operngasse, rechts davon: die Rechte Wienzeile

- Operngasse, im 1. Bezirk 1862, im 4. Bezirk (im Projektstadium) 1913 benannt nach der heutigen Wiener Staatsoper, als erstes Monumentalgebäude der Ringstraße 1861–1869 erbaut; die Gasse verläuft an der linken Seitenfront der Oper. Der Bau im Stil der Neorenaissance wurde von den Architekten August Sicard von Sicardsburg und Eduard van der Nüll geschaffen; siehe die Siccardsburggasse und die Van-der-Nüll-Gasse im 10. Bezirk, Favoriten. Die k.k. Hofoper wurde am 25. Mai 1869 mit einer Premiere von Don Juan von Mozart eröffnet. Das Opernhaus hat im Zuschauerraum 1.709 Sitzplätze und insgesamt 567 Stehplätze. Die Verlängerung der Gasse in den 4. Bezirk und die neuen Baulinien dafür wurden 1913 festgelegt; die Realisierung konnte erst in den 1930er Jahren nach dem Abriss des Freihauses erfolgen.
- Olga-Wisinger-Florian-Platz, 2019 benannt nach der Malerin Olga Wisinger-Florian (1844–1926); ihr Werk bilden Landschafts- und Blumenbilder im Stil des Impressionismus. Später verwendete die Malerin, die sich auch in der bürgerlichen Frauen- und Friedensbewegung engagierte, für ihre Bilder grellere, an den Expressionismus erinnernde Farben. Der Platz schließt bei der Argentinierstraße mit einer Grünfläche südlich an den Karlsplatz an.

## P
- Paniglgasse, benannt (Datum unbekannt) nach der einst hier ansässigen Bürgerfamilie Panigl. Die Gasse findet sich bereits 1397 in einer Urkunde; sie wurde auch Pänigklstraße geschrieben, und hieß zwischenzeitlich Plenkelgasse bzw. Plenklergasse.
- Paulanergasse, 1862 benannt nach dem Männerorden der Paulaner, der 1454 in Cosenza von Franz von Paola (um 1436–1507) gegründet wurde. Im Zuge der Gegenreformation berief Kaiser Ferdinand II. 1626 den Orden nach Wien, der das Paulanerkloster und 1627–1651 die Paulanerkirche errichtete. Der Orden wurde 1784 aufgehoben und das Kloster abgerissen. Dessen Garten wurde parzelliert, wodurch die Paulanergasse verlängert und der (heutige) Mozartplatz angelegt werden konnte. Die Gasse hieß davor Kirchengasse.
- Petzvalgasse, 1904 benannt nach dem Mathematiker und Physiker Josef Maximilian Petzval (1807–1891). Er war einer der Begründer der geometrischen Optik, der modernen Fotografie und Kinematografie, Erfinder des Porträtobjektivs, des Opernglases, einer der Entdecker der Laplace-Transformation, und Entdecker des modernen anastigmatischen Linsensystems. Das Petzvalobjektiv ist nach ihm benannt, ebenso die Petzval-Summe und der Asteroid 3716 Petzval.

- Phorusgasse, 1875 benannt nach dem Gesellschafts-Verein[15] (= Aktiengesellschaft) Phorus, der 1824 mit seiner neuen k.k. privilegierten ersten Wiener Holzverkleinerungs-Anstalt[16] erfolgreich wurde. Die Firma übernahm es, das in den Haushalten benötigte Brennholz mit Dampfsägen zu zerkleinern. Dadurch sollte das lästige und verkehrsbehindernde Zerkleinern von Brennholz vermieden werden. Der Firmenname „Phorus“ ist ein Akronym für die Nachnamen der Eigentümer: Ferdinand Pálffy (genannt der Theatergraf), Hackelberg, A. R. Offenheimer, Mathias Reinscher (Maschineninspektor der DDSG), Unger und Ignaz von Schönfeld (Mitgründer der Ersten österreichischen Spar-Casse). Das Unternehmen hatte 1822 ein Privileg für seine Brennholz-Verkleinerungs-Maschine und 1823 eines für die Erfindung einer neuen Kreissäge erhalten.[17] Es wurde Anfang der 1850er Jahre liquidiert. Die Gasse befindet sich auf dem einstigen Firmenareal, das in Vasquez' Wieden-Plan der 1830er Jahre beim Mittersteig seine Einfahrt hatte, als Am Lambrechts Grund (siehe die parallele Lambrechtsgasse) beschriftet war und die Adresse Wieden Nr. 602–616 führte. 1938–1945 hieß die Gasse Maitzengasse (nach Ludwig Maitzen, Teilnehmer am missglückten nationalsozialistischen Juliputsch 1934). Auf Höhe der Leibenfrostgasse befand sich von der Phorusgasse bis zur Ziegelofengasse der 1881 benannte Phorusplatz mit einer 1880 erbauten Markthalle (zuletzt bis 1972 Blumengroßmarkt); der Platz wurde 1982 zugunsten des Baus eines kommunalen Pensionistenheims aufgelassen.[18]
- Plößlgasse, 1875 benannt nach dem Optiker Simon Plößl (1794–1868); er gründet 1823 einen Betrieb für optische Geräte und hatte 1845 bereits 36 Angestellte. Er baute Fernrohre und Okulare von hoher Qualität, aber auch seine Mikroskope und Brillengläser genossen einen ausgezeichneten Ruf. Plößl wurde zum Wegbereiter der optischen Industrie in Wien. Er starb 1868, nachdem ihm eine herabfallende Glasplatte die Pulsader durchtrennt hatte. Die Gasse hieß davor Obere Alleestraße (siehe Argentinierstraße).
- Pressgasse (bis 1999 amtlich: Preßgasse), 1862 benannt nach dem Preßhaus, in dessen Weinpresse die Weinbauern der Umgebung ihre Trauben zum Pressen brachten. 1697 wurde ein Wirtshaus angeschlossen, das den Namen „Zur großen Presse“ trug; 1887 wurde das Presshaus demoliert. Die Pressgasse war bereits 1782 angelegt worden.
- Prinz-Eugen-Straße, 1911 benannt nach dem Feldherrn Prinz Eugen von Savoyen (1663–1736); er war ab 1697 Oberbefehlshaber im Großen Türkenkrieg. Neben dem Duke of Marlborough war er während des Spanischen Erbfolgekrieges (1701–1714) Oberkommandierender der antifranzösischen Alliierten. Nach der Wiederaufnahme des Krieges gegen die Osmanen (1714–1718) sicherte er die österreichische Vorherrschaft in Südosteuropa. Daneben war er lange Hofkriegsratspräsident, war als Diplomat tätig und übte weitere hohe Staatsämter aus. Er war als Bauherr und Kunstsammler einer der bedeutendsten Mäzene seiner Zeit; unter anderem ließ er das Schloss Belvedere errichten. Siehe auch die Zentagasse im 5. Bezirk Margareten, Am Belvedere und Belgradplatz im 10. Bezirk, Favoriten, und den Höchstädtplatz im 20. Bezirk, Brigittenau. Die Straße hieß davor Heugasse.

## R

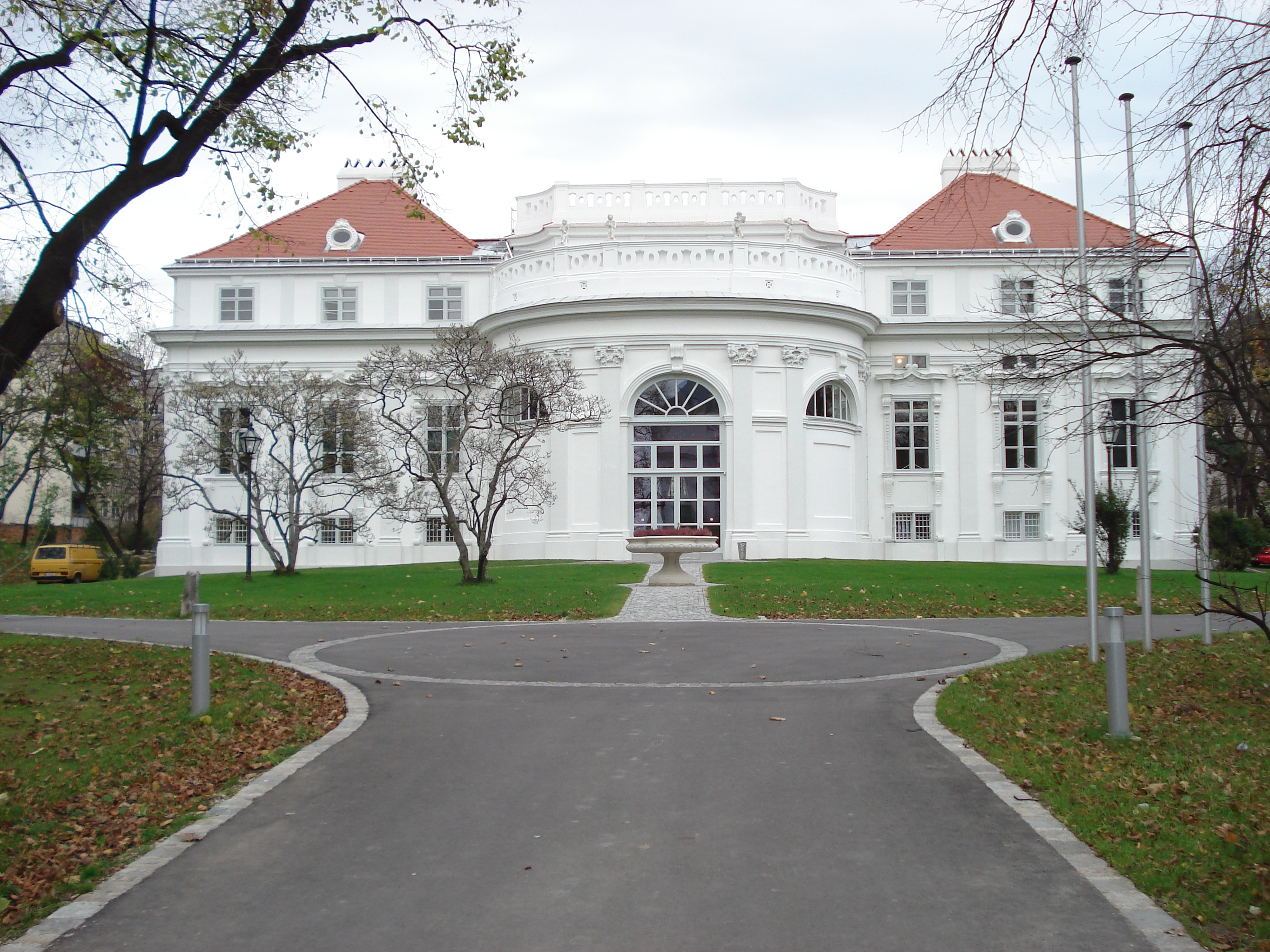
Palais Schönburg in der Rainergasse 11

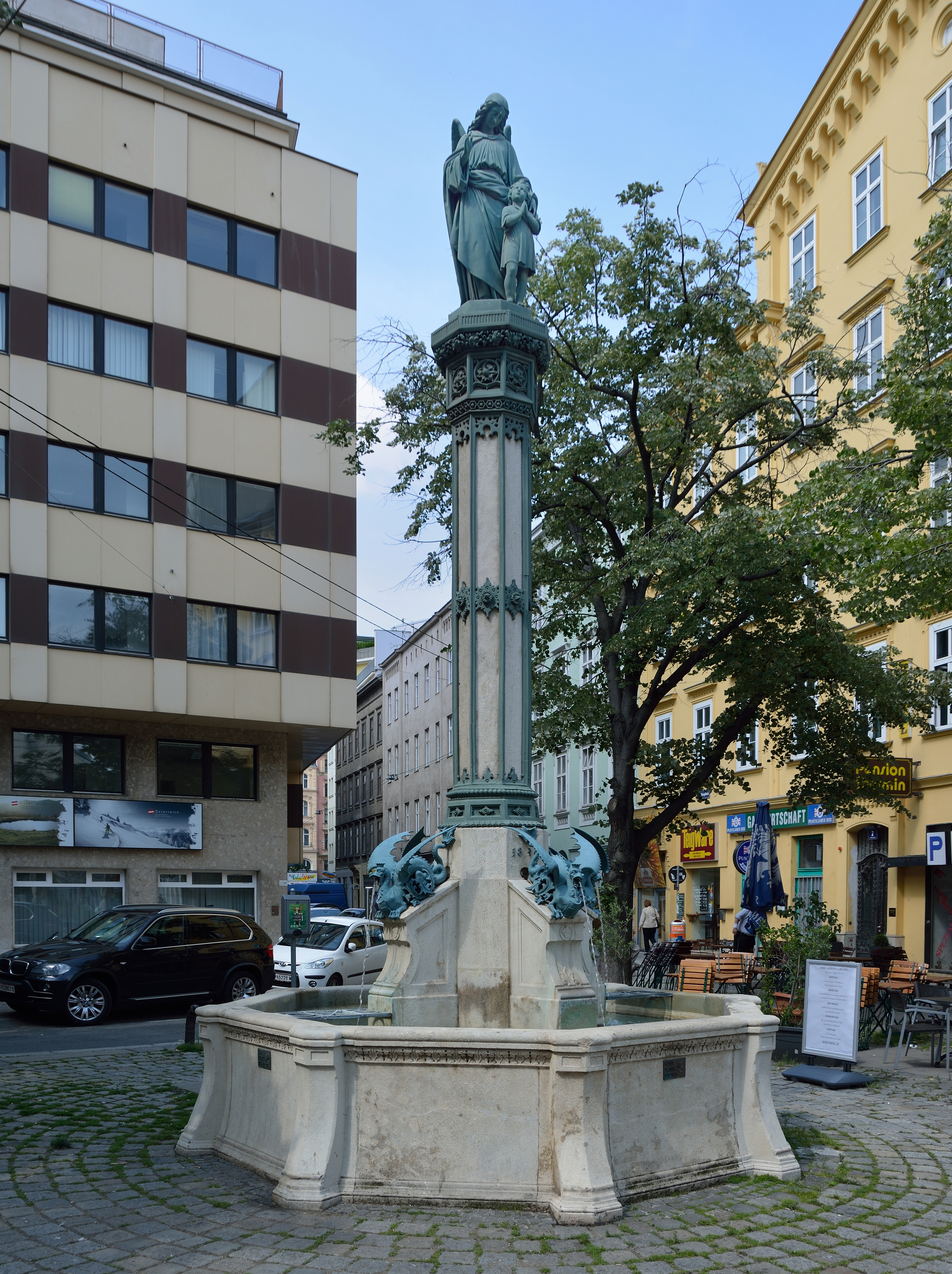
Der Rilkeplatz mit dem Schutzengelbrunnen

- Radeckgasse, 1903 benannt nach dem historischen Flurnamen Im Radeck.
- Rainergasse, 1862 benannt nach dem Feldzeugmeister Erzherzog Rainer (1827–1913), Mitglied des Reichsrats (ab 1857), nomineller Ministerpräsident (1861–1865), Oberkommandierender der k.k. Landwehr (1868–1906). Er förderte Kunst und Wissenschaften; unter anderem war er Präsident der Wiener Weltausstellung 1873, Kurator der Akademie der Wissenschaften und Protektor des Österreichischen Museums für Kunst und Industrie. Auf dem obersten Drittel des von der Wiedner Hauptstraße 63 an der Schönburgstraße bis zur Rainergasse ansteigenden Grundstücks (heute Sitz der Wirtschaftskammer Österreich) befand sich bis 1957 das Palais Erzherzog Rainer, das er 1854 gekauft hatte. Das Hotel Erzherzog Rainer in der Wiedner Hauptstraße 27–29 ist (mit seiner Zustimmung) ebenfalls nach ihm benannt. Die Gasse, von der der kurze Teil von der Blechturmgasse westwärts im 5. Bezirk liegt, hieß davor Mittelgasse, ein Teil hieß Blecherne Turmgasse.
- Rechte Wienzeile, 1905 benannt nach der Lage am rechten Ufer des im 4. Bezirk eingewölbten Wienflusses. In der späten Gründerzeit bestand das Projekt, den Fluss vom Schloss Schönbrunn, Sommerresidenz des Kaisers, bis zur Altstadt einzuwölben und die Wienzeile zum Prachtboulevard zwischen Altstadt und Schloss umzugestalten. Dieser Plan blieb unvollendet. Die an der Grenze zwischen 12. und 13. Bezirk beginnende, an der Nordgrenze der Bezirke 12, 5 und 4 gelegene und stadtzentrumsseitig im 1. Bezirk in den Karlsplatz mündende Straße ist abschnittsweise, im 4. Bezirk zur Gänze, Teil der heutigen Haupteinfahrt in das zentrale Stadtgebiet aus Richtung Linz, St. Pölten und Westautobahn A1. Mit der parallelen Linken Wienzeile rahmt die Straße, die zuvor Flussgasse, An der Wien und Wienstraße hieß, den Naschmarkt ein.
- Resselgasse, 1862 benannt nach dem Forstbeamten und Erfinder Josef Ressel (1793–1857), kaiserlich-königlicher Marineforst-Intendant der küstenländischen Domäneninspektion in Triest (ab 1821). In seiner Freizeit beschäftigte er sich mit der Lösung von technischen Problemen. Er erfand den ersten brauchbaren Schiffspropeller, konnte aber keinen Gewinn aus seiner Erfindung ziehen und blieb zu Lebzeiten ohne Anerkennung. Der benachbarte Resselpark vor der Technischen Universität ist nach ihm benannt, ebenso die Josef-Ressel-Straße im 14. Bezirk, Penzing.
- Rienößlgasse, 1917 benannt nach dem Bankangestellten Franz Rienößl (1853–1915); er war Bezirksrat (ab 1896), Vorsitzender des Ortsschulrats, Bezirksvorsteher des 4. Bezirks (1897–1915), Abgeordneter zum Landtag von Niederösterreich (1902–1908), Abgeordneter zum Reichsrat (1907–1915) und Kurator der niederösterreichischen Landeshypothekenanstalt.[19] Die Gasse hieß um 1776 Neue Gasse und um 1797 Hechtengasse.
- Rilkeplatz, 1957 benannt nach dem Lyriker Rainer Maria Rilke (1875–1926), einem der bedeutendsten Lyriker deutscher Sprache. Er verfasste auch Erzählungen, einen Roman und Aufsätze zu Kunst und Kultur sowie zahlreiche Übersetzungen von Literatur und Lyrik unter anderem aus der französischen Sprache. Sein umfangreicher Briefwechsel bildet einen wichtigen Bestandteil seines literarischen Schaffens. Der Platz hieß 1902–1919 Rainerplatz (nach Erzherzog Rainer), 1919–1938 Suttnerplatz (nach der Friedensnobelpreisträgerin Bertha von Suttner), 1938–1945 Anton-Lehner-Platz (nach Anton Lehner, österreichischer Nationalsozialist) und 1945–1957 wieder Suttnerplatz. (Gründe für die „Verbannung“ Suttners, die erst 1986 wieder durch die Benennung einer entlegenen Gasse am Rand Kagrans im 22. Bezirk geehrt wurde, sind nicht bekannt.)
- Rittergasse, benannt (Datum unbekannt) nach dem ehemaligen Hausschild „Zum Ritter“. Die Gasse wurde 1792 auf Grundstücken des Fürsten Esterházy angelegt.
- Rubensgasse, 1876 benannt nach dem flämischen Maler Peter Paul Rubens (1577–1640); er war einer der bekanntesten Maler des Barocks und Diplomat der spanisch-habsburgischen Krone. Rubens hat etwa 1.500 Bilder hinterlassen, von denen allerdings ein großer Teil von Schülern ausgeführt und von ihm nur ergänzt worden ist. Eine bedeutende Sammlung seiner Werke befindet sich im Kunsthistorischen Museum Wien. Der benachbarte Rubenspark ist ebenfalls nach ihm benannt.

## S

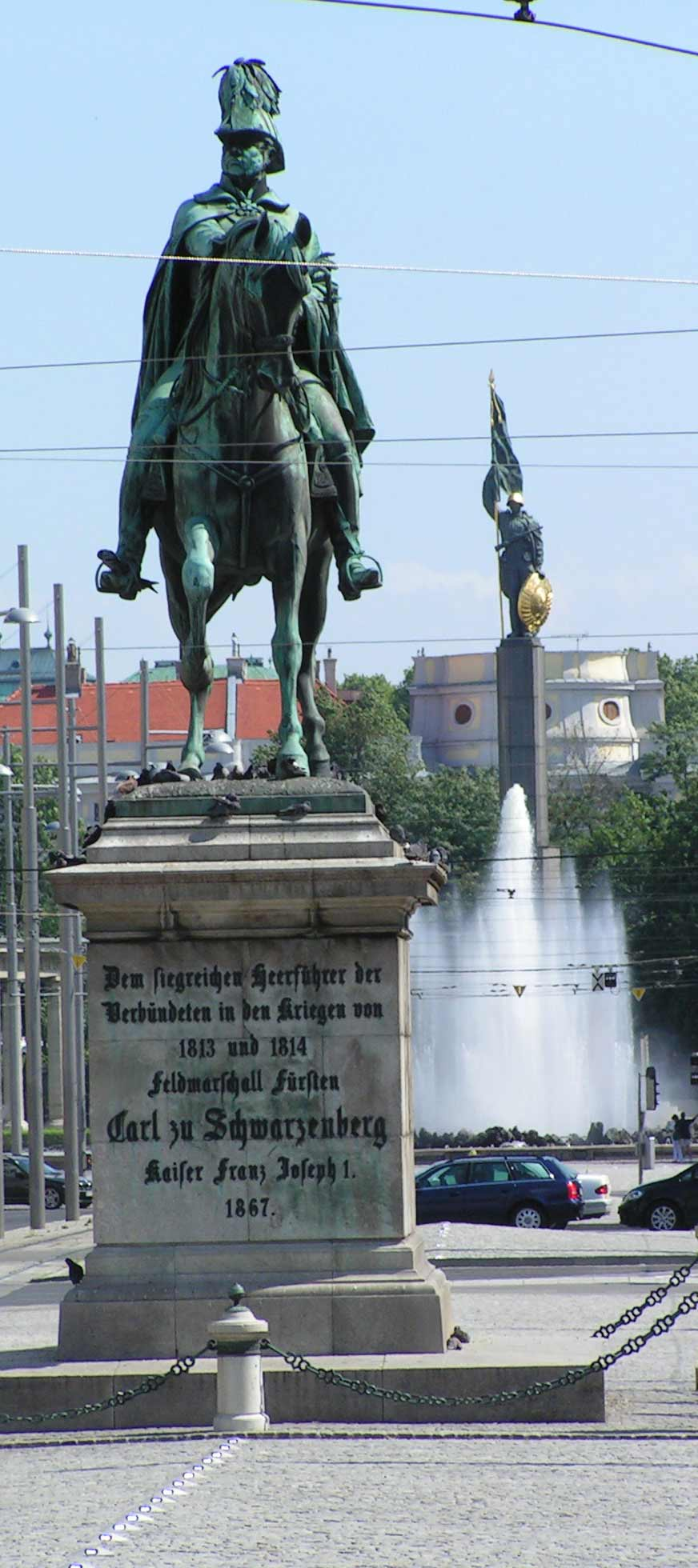
Schwarzenbergplatz, Reiterdenkmal für Karl Philipp zu Schwarzenberg (1. Bezirk), dahinter Hochstrahlbrunnen und Heldendenkmal (3. Bezirk); der Platzteil im 4. Bezirk ist nicht auf dem Bild

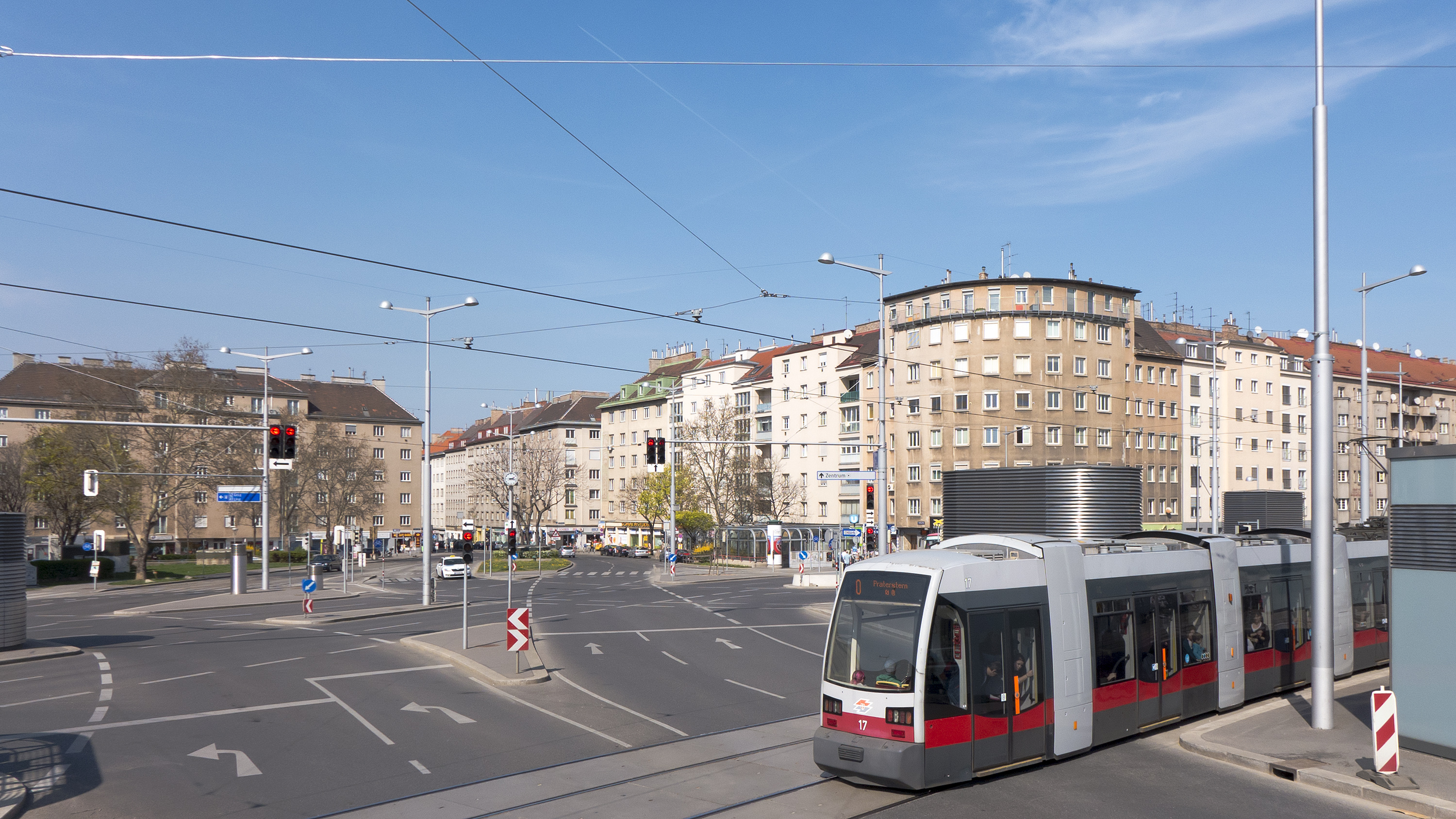
Der Südtiroler Platz

- Schäffergasse, 1862 benannt nach dem Schneidermeister Johann Michael Schäffer (1779–1848); er errichtete 1845 eine Stiftung für verarmte Bürgerstöchter. Die Gasse hieß davor Ankergasse und Kapaunergasse.
- Schaumburgergasse, benannt (Datum unbekannt) nach der 1848–1850 selbstständigen Gemeinde Schaumburgergrund; die Gasse entstand 1813 bei der Parzellierung der Grundstücke rund um das Palais Starhemberg-Schönburg in der Rainergasse. Ab 1700 kaufte der Finanzfachmann Gundaker Thomas Starhemberg hier zahlreiche Gründe. Das Freigut erhielt (in falscher Schreibweise) den Namen Schaumburgergrund nach den früheren Besitzern, den 1559 ausgestorbenen Grafen von Schaunberg. Der Ort wurde 1850 zum heutigen Bezirk Wieden eingemeindet.
- Schaurhofergasse, 1937 von der diktatorischen Stadtverwaltung benannt nach dem Geistlichen und Sozialpolitiker August Schaurhofer (1872–1928), katholischer Arbeiterinnen- und Akademikerseelsorger, Mitbegründer und Generaldirektor (1910–1912) des „Katholischen Volksbundes“, Diözesan-Präses der katholischen Arbeitervereine (ab 1914). Er war ein sozial engagierter Vertreter des Linkskatholizismus.[20] Sein besonderes Anliegen war die Sträflingsseelsorge im Wiener Jugendgefangenenhaus, an dem er ab 1922 als Seelsorger arbeitete.[21] Auf dem Areal der Gasse befand sich bis in die 1930er Jahre das Freihaus. 1963 wurde die Gasse als projektierte publiziert.[22]
- Schelleingasse, 1891 benannt nach dem Restaurator und Maler Karl Schellein (1820–1888); er gründete 1867 in Wien eine Restaurierschule und leitete sie bis zu seinem Tod. Zudem war er Mitglied der k.k. Centralkommission zur Erforschung und Erhaltung der Baudenkmale (heute: Bundesdenkmalamt). Schellein galt als einer der kenntnisreichsten Fachleute auf dem Gebiet der Erhaltung und Bestimmung alter Gemälde und machte die Wiener Restaurierschule zu einer der angesehensten ihrer Art.[23]
- Schikanedergasse, 1861 benannt nach dem Schauspieler, Sänger, Regisseur, Dichter und Theaterdirektor Emanuel Schikaneder (1751–1812); er pachtete 1785 das Kärntnertortheater und leitete ab 1789 das Freihaustheater auf der Wieden. 1791 spielte er hier bei der Uraufführung von Mozarts Zauberflöte den Papageno, auch das Libretto stammt von ihm; siehe auch die Papagenogasse im 6. Bezirk, Mariahilf. 1801 eröffnete er dort das von ihm gegründete Theater an der Wien. Insgesamt verfasste er 44 Opern- und Singspiellibretti sowie 55 Sprechstücke. Die Gasse hieß vorher Schmidtgasse.
- Schleifmühlgasse, um 1667 benannt nach der ehemaligen Schleifmühle. In diesem Bereich befand sich einst ein Nebenarm des Wienflusses, der als Mühlbach zum Betrieb der dort gelegenen Mühlen genutzt wurde, unter anderen einer bereits 1582 urkundlich erwähnten Waffenschleif- und Poliermühle. Eine um diese Mühle entstandene Siedlung wurde Schleifmühl und später Mühlfeld genannt.[24] Siehe auch Heumühlgasse, Bärenmühldurchgang und Mühlgasse. Die Gasse hieß davor Obere Schleifmühlgasse und Untere Schleifmühlgasse. Am nordwestlichen Ende der Gasse schloss die Leopoldsbrücke über den Wienfluss an, die um 1900 durch die Einwölbung des Flusses ersetzt wurde.
- Schlüsselgasse, 1862 benannt nach dem ehemaligen Hausschild „Zu den zwei weißen Schlüsseln“. Die Gasse hieß früher Guglgassel und Tischlergasse.
- Schmöllerlgasse, benannt (Datum unbekannt) nach Josef Schmöllerl (1763–1848), Hausbesitzer, landesfürstlicher Vogteikommissär der Pfarre St. Karl.
- Schönbrunner Straße, 1898 benannt nach dem Schloss Schönbrunn, zu dem diese Straße führt. Sein Name geht auf einen Kaiser Matthias zugeschriebenen Ausspruch zurück, der hier auf der Jagd einen artesischen Brunnen „entdeckt“ und ausgerufen haben soll: „Welch' schöner Brunn“. Das Schloss wurde 1696–1701 nach Entwürfen von Fischer von Erlach errichtet und 1743–1749 von Nikolaus Pacassi umgestaltet. Die Straße hieß davor Lange Gasse, Hundsturmer Straße, Gaudenzdorfer Hauptstraße und Meidling-Schönbrunner Straße.
- Schönburgstraße, 1892 benannt nach dem Diplomaten und Politiker Alexander Fürst Schönburg-Hartenstein (1826–1896); er war ab 1847 im diplomatischen Dienst in zahlreichen europäischen Ländern tätig. 1863 zog er sich auf seine böhmischen Güter zurück. 1872 erbte er den Sitz seines Vaters im österreichischen Herrenhaus, 1879 wurde er dessen Vizepräsident.[25] Seine Familie besaß ab 1841 das Palais Schönburg. Die Straße hieß davor Hungelbrunngasse.
- Schwarzenbergplatz, 1880 benannt nach Feldmarschall Karl Philipp zu Schwarzenberg (1771–1820); er stand seit 1788 in österreichischen Militärdiensten und wurde nach der Teilnahme am Türkenkrieg 1789 und am Ersten Koalitionskrieg 1796 zum Generalmajor befördert. 1813 war er der Oberbefehlshaber der verbündeten Streitkräfte gegen Napoleon in der Völkerschlacht bei Leipzig und zog als Feldmarschall 1814 siegreich in Paris ein; 1815 wurde er Präsident des Hofkriegsrats. Die Schwarzenbergkaserne in Wals-Siezenheim (Salzburg) ist ebenfalls nach ihm benannt. Der Platz reichte ursprünglich vom Ring bis zur Lothringerstraße und wurde 1904 in den 3. und 4. Bezirk erweitert; der dortige Platzteil hieß 1946–1956 Stalinplatz.
- Schwindgasse, 1874 benannt nach dem Maler Moritz von Schwind (1804–1871); er war neben Carl Spitzweg der bedeutendste und populärste Maler der deutschen Spät-Romantik. Seine Bilder zu Themen aus deutschen Sagen und Märchen sind volkstümlich und poetisch gestaltet. Neben der Ölmalerei schuf er auch Bedeutendes in der Freskomalerei und in der Buchillustration. 1866/67 arbeitete er an der Ausmalung der neu gebauten Wiener Hofoper im später so genannten „Schwind-Foyer“. In der Loggia sind Fresken Schwinds, die Szenen aus Mozarts „Zauberflöte“ darstellen, im Foyer solche aus Werken anderer Komponisten.
- Seisgasse, 1889 benannt nach dem Beamten Matthias Seis (1783–1854), Hofzahlmeister; er war 1850–1851 der Altersvorsitzende des Gemeinderats.
- St.-Elisabeth-Platz, 1932 benannt nach der St.-Elisabeth-Kirche, die 1859–1868 in neugotischem Stil erbaut wurde. Namensgeberin ist die deutsche Landgräfin Elisabeth von Thüringen (1207–1231), die als „Schutzheilige der Armen“ gilt und 1255 heiliggesprochen wurde. Der Platz hieß ursprünglich bis 1856 In der Sand Gestädten, dann 1856–1919 Karolinenplatz (siehe die den Platz kreuzende Karolinengasse), danach 1919–1922 Am Goldegg und 1922–1932 wieder Karolinenplatz.
- Südtiroler Platz, 1927 benannt nach der autonomen italienischen Provinz Südtirol, die bis 1918 Teil der Gefürsteten Grafschaft Tirol, eines Kronlandes im kaiserlichen Österreich, war. Der Platz hieß vorher ab 1898 Favoritenplatz. Er ist seit 1962 S-Bahn-Station, seit 1978 U-Bahn-Station und von 2013 an innerstädtischer Verkehrsknotenpunkt für den neuen Hauptbahnhof. Der Platz befindet sich großteils im 4. Bezirk und wird in Nord-Süd-Richtung von der Favoritenstraße und in Ost-West-Richtung vom Wiedner Gürtel (Unterführung) gekreuzt. Nach Süden, in den 10. Bezirk, zweigen Laxenburger Straße und Sonnwendgasse ab.
- Symphonikerstraße, 1961 benannt nach den Wiener Symphonikern anlässlich ihres 60-Jahre-Jubiläums. Das Orchester wurde 1900 als Wiener Concertverein gegründet mit dem Ziel, die breite Öffentlichkeit durch den Besuch erschwinglicher Konzertveranstaltungen am kulturellen Leben teilnehmen zu lassen. Erster Dirigent war Ferdinand Löwe; siehe die Ferdinand-Löwe-Straße im 10. Bezirk, Favoriten. Die Straße war davor Teil der Technikerstraße.

## T

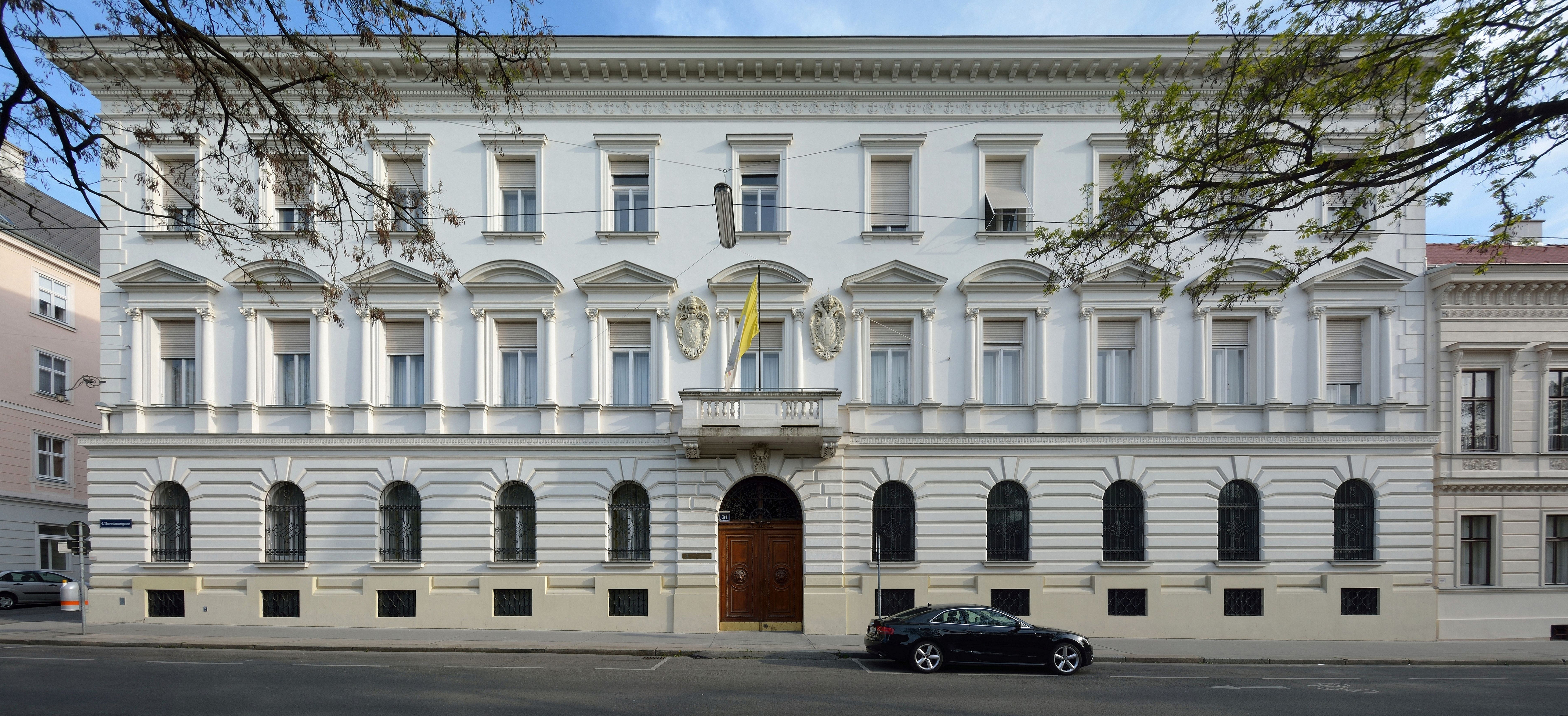
Palais der Apostolischen Nuntiatur in der Theresianumgasse

- Taubstummengasse, um 1816 benannt nach dem k.k. Taubstummeninstitut. Das Institut wurde 1779 von dem Pädagogen Johann Friedrich Stork gegründet, der die Anstalt auch bis 1792 leitete; siehe die Storkgasse im 5. Bezirk, Margareten. Das Institut befand sich zunächst in Räumlichkeiten des Bürgerspitals am Lobkowitzplatz, 1784–1803 am Dominikanerplatz, 1803–1808 in der Bäckerstraße und 1808–1912 in der Favoritenstraße 13.[26] Heute befindet sich das Bundes-Taubstummeninstitut in der Speisinger Straße 105 in Hietzing; siehe die Maygasse im 13. Bezirk.
- Tausigplatz, 2013 benannt nach dem Schauspieler, Drehbuchautor und Regisseur Otto Tausig (1922–2011) und seiner Mutter, der Köchin und Autorin Franziska Tausig (1895–1989). Otto Tausig wirkte von 1970 bis 1983 als Ensemblemitglied und Regisseur am Burgtheater, danach arbeitete er als freischaffender Künstler im gesamten deutschsprachigen Raum. Neben seiner Theater-Karriere war er auch als Schauspieler und Regisseur für Film- und Fernsehproduktionen und als Professor am Max Reinhardt Seminar tätig. Die Verkehrsfläche ist der Kreuzungsbereich zwischen Karlsgasse und Gusshausstraße.
- Technikerstraße, 1862 benannt nach der Technischen Hochschule. Sie wurde 1815 als k.k. polytechnisches Institut von Kaiser Franz I. von Österreich mit dem Ziel gegründet, Ingenieure für das Militär, Bergbau- und Bauingenieure auszubilden. Erster Direktor war Johann Joseph von Prechtl; siehe die Prechtlgasse im 9. Bezirk Alsergrund. 1815 wurde das Institut eröffnet; 1818 übersiedelte es in ein neu gebautes Gebäude am Karlsplatz. 1872 wurde das Institut in die Technische Hochschule umgewandelt, 1975 wurde sie in Technische Universität umbenannt. Die Straße hieß ursprünglich Tandelmarktgasse und Tandelmarktplatz, danach bis 1862 Am Glacis.
- Theresianumgasse, 1862 benannt nach der Akademie Theresianum, deren südliche Begrenzung die Gasse bildet. Im Jahr 1746 verkaufte Kaiserin Maria Theresia das Barockschloss Neue Favorita mit der Auflage an die Jesuiten, darin eine Erziehungsanstalt für adelige Jugendliche zu errichten. 1749 / 1751 ließ sie die Anstalt in eine kaiserliche Stiftung umwandeln. Hauptaufgabe der „Theresianischen Akademie“ war die Heranziehung von gebildeten und loyalen Staatsbeamten und Diplomaten. Die Akademie wurde 1938 aufgelöst; seit 1957 befindet sich in dem Gebäude das Gymnasium Theresianum, seit 1964 auch die Diplomatische Akademie Wien. Die Gasse hieß davor Feldgasse.
- Tilgnerstraße, 1897 benannt nach dem Bildhauer und Porträtisten Viktor Tilgner (1844–1896); er ist der Hauptvertreter des Neobarocks in der Plastik der Wiener Ringstraße. Sein Werk umfasst Bauplastiken für die Hofmuseen, das Burgtheater, die Neue Hofburg und die Hermesvilla sowie Brunnenanlagen, Denkmäler, Porträtbüsten und Grabmonumente. Die Tilgnergasse im 23. Bezirk Liesing ist ebenfalls nach ihm benannt.
- Trappelgasse, benannt (Datum unbekannt) nach dem Arbeiter Josef Trappel (Lebensdaten unbekannt), Ziegelbrenner, und seinem Sohn Karl Trappel (1809–1868), Hausbesitzer und Ortsschulaufseher. Der Grund für die Benennung nach diesen eher unbedeutenden Personen ist unbekannt.
- Treitlstraße, 1913 benannt nach dem Kaufmann Josef Treitl (1804–1895); er war 1848 Mitglied im Gemeindeausschuss der Wieden und 1861–1884 Mitglied des Wiener Gemeinderats. Weiters war er Mitglied der Wirtschaftskommission des Bürgerspitals, Administrator der Ersten allgemeinen Versorgungsanstalt, Mitglied der Direktion des Sankt-Josef-Kinderspitals auf der Wieden, sowie Direktor der Ersten österreichischen Spar-Casse. Treitl vermachte 1880 testamentarisch sein gesamtes Vermögen von 1.200.000 Gulden der Akademie der Wissenschaften.[27] Die „Treitl-Stiftung“ existiert heute noch; ihre Zinsen kommen der wissenschaftlichen Forschung zugute.[28] Die Straße wurde im Zuge der 1913 beschlossenen, aber erst ab 1930 durchgeführten Demolierung des Freihauses projektiert und in den 1930er Jahren tatsächlich angelegt.

## V
- Vicki-Baum-Platz, 1999 benannt nach der Harfenistin und Schriftstellerin Vicki Baum (1888–1960). Die gelernte Musikerin begann ab 1914 nebenbei zu schreiben. Von 1926 bis 1931 war sie Verlagsangestellte und Zeitschriftenredakteurin in Berlin. Ihre zahlreichen Romane, die oft verfilmt und in mehrere Sprachen übersetzt wurden, werden heute noch verlegt.
- Viktorgasse, 1862 benannt nach Erzherzog Anton Viktor (1779–1835), dem achten Sohn des späteren Kaisers Leopold II.; seine politischen Erfolge waren gering. Er war 1804–1835 Hochmeister des Deutschen Ordens und kurzzeitig (1816–1818) Vizekönig des lombardisch-venetianischen Königreiches. Danach übernahm er nur mehr Ehrenämter, wie etwa das Protektorat über die „Gesellschaft der Blumenfreunde Wiens“. Die Gasse hieß davor Antonsgasse.

## W

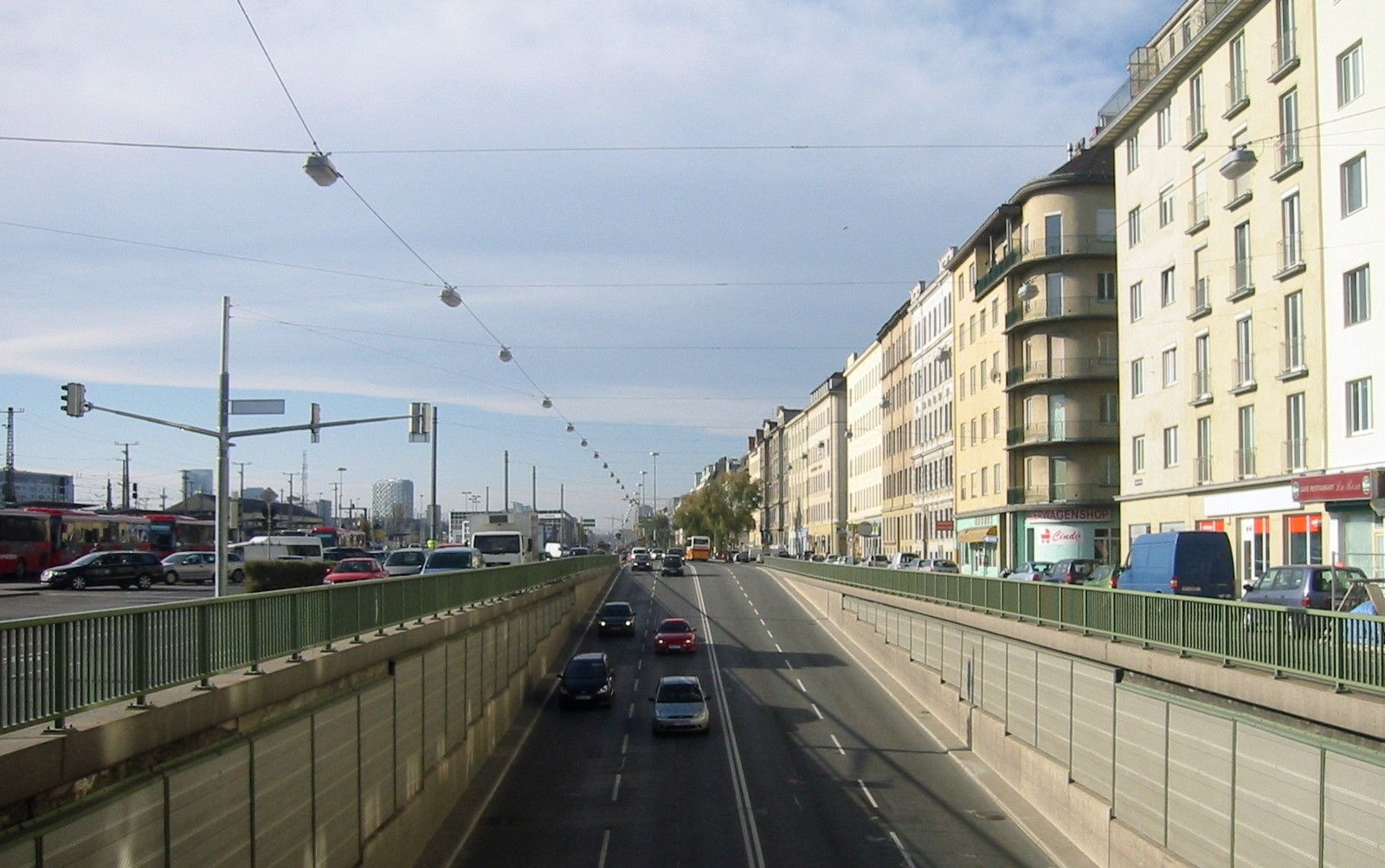
Der Wiedner Gürtel, vom Südtiroler Platz aus nach Westen gesehen

- Waaggasse, benannt (Datum unbekannt) nach dem Hausschild „Zur goldenen Waage“; um 1734 hieß diese Gegend Am Wagrein.
- Waltergasse, benannt (Datum unbekannt) nach dem Gastwirt Michael Walter (1792–1861), Ortsrichter von Wieden (1849–1861).
- Weyringergasse, benannt (Datum unbekannt) nach dem Gärtner Josef Weyringer (1799–1869), Lustgärtner, Ziergärtner und Samenhändler.
- Wiedner Gürtel, 1882 benannt nach der 1848–1850 selbstständigen Gemeinde Wieden, die erstmals um das Jahr 1211 als Widem urkundlich erwähnt wurde. Wieden leitet sich vom Widum (immobiles Vermögen der Pfarrpfründe) von Sankt Stephan ab. In der Tat stand Wieden von 1137 bis 1723 zu großen Teilen im Besitz des Domstifts zu St. Stephan. 1850 wurde der Ort eingemeindet und namensgebender Stadtteil des neuen 4. Wiener Gemeindebezirkes Wieden. Der Wiedner Gürtel bildet die nördliche Begrenzung des entstehenden Stadtteils Quartier Belvedere. Die Straße hieß vorher im Bereich des Südbahnhofs Vordere Südbahnstraße, ansonsten wurde sie neu angelegt.
- Wiedner Hauptstraße, 1862 benannt nach der ehemals selbstständigen Gemeinde Wieden; siehe Wiedner Gürtel. Die Straße hieß davor Alte Wieden Hauptstraße, Matzleinsdorfer Hauptstraße und Matzleinsdorfer Straße (diese nicht zu verwechseln mit einer gleichnamigen Straße im heutigen 12. Bezirk). Brücken von der ummauerten Stadt zur heutigen Wiedner Hauptstraße bestanden seit 1211.
- Wohllebengasse, 1801 benannt nach dem Beamten und Bürgermeister Stephan Edler von Wohlleben (1751–1823); er war von 1771 bis zu seinem Tod Beamter der Stadt Wien und 1804–1823 Wiener Bürgermeister. In seiner Amtsperiode wurde Wien von den französischen Besatzungen 1805 und 1809 schwer in Mitleidenschaft gezogen. Sein Vorgänger war Josef Georg Hörl (siehe die Hörlgasse im 9. Bezirk Alsergrund), sein Nachfolger Anton Lumpert (die heutige Kettenbrückengasse hieß bis 1828 Lumpertgasse). Auf Nr. 4 wohnte 1914–1938 die kunstsinnige jüdische Wiener Familie Gallia; ihr Nachkomme Tim Bonyhady publizierte 2011 in englischer Sprache in Australien und 2013 in Wien das Buch Wohllebengasse. Die Geschichte meiner Wiener Familie.[29]

## Z
- Ziegelofengasse, 1862 benannt nach den beiden städtischen Ziegelöfen in dieser Gegend, die um 1683–1770 hier nachweisbar sind. Siehe auch die Zieglergasse im 7. Bezirk, Neubau, den Ziegelofenweg im 21. Bezirk, Floridsdorf, und die Ziegelhofstraße im 22. Bezirk, Donaustadt. Ziegelofengassen gab es früher auch im 15. Bezirk (heute Lichtgasse), im 17. Bezirk (heute Nattergasse), im 21. Bezirk (heute Ostmarkgasse bzw. Siegfriedgasse), im 22. Bezirk im Bezirksteil Essling (heute Kiwischgasse), im 22. Bezirk im Bezirksteil Stadlau (heute Stralehnergasse) und im 23. Bezirk (heute Kellerberggasse); weiters eine Zieglergasse im 3. Bezirk (heute Tongasse), im 13. Bezirk (heute Woltergasse) und im 21. Bezirk (heute Fahrbachgasse), eine Ziegelgasse im 9. Bezirk (heute Schubertgasse), sowie Am Ziegelofen im 11. Bezirk (aufgelassen) und im 17. Bezirk (aufgelassen). Die Gasse hieß davor Piaristengasse, dann wurde dieser Name auf die heutige Piaristengasse im 8. Bezirk transferiert.

## Historische Straßennamen

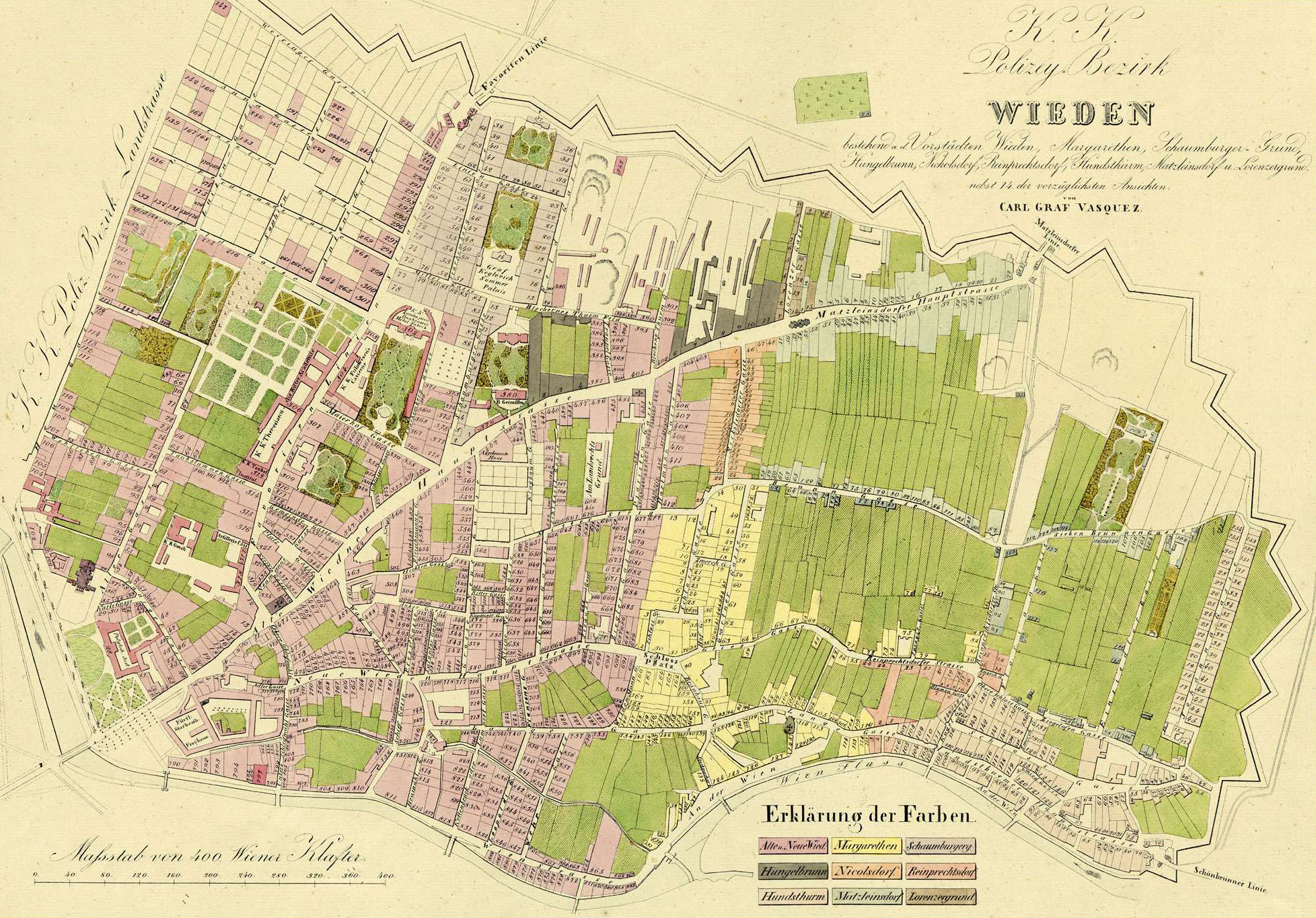
Carl Graf Vasquez: K. K. Polizey-Bezirk Wieden um 1830, bestehend aus neun Vorstädten, die seit 1850 eingemeindet sind und seit 1861 die heutigen Bezirke 4, Wieden, und 5, Margareten, bilden

- Adlergasse: siehe Margaretenstraße
- Alleegasse: siehe Argentinierstraße
- Alte Wieden Hauptstraße: siehe Wiedner Hauptstraße
- Alter Bürgerweg: siehe Blechturmgasse
- Am Glacis: siehe Technikerstraße
- Am Goldegg: siehe St.-Elisabeth-Platz
- Am Wagrein: siehe Waaggasse
- Ankergasse: siehe Schäffergasse
- Annagasse: siehe Goldeggasse
- Antonsgasse: siehe Viktorgasse
- Arme Schulgasse: siehe Mittersteig
- Bärenmühlgasse: siehe Bärenmühldurchgang
- Blecherne Thurmgasse: siehe Blechturmgasse bzw. Rainergasse
- Brucknergasse: siehe Brucknerstraße
- Carolingasse: siehe Karolinengasse
- Favoriten-Allee: siehe Mayerhofgasse
- Favoriten-Linienstraße: siehe Favoritenstraße
- Favoritenplatz: siehe Südtiroler Platz
- Feldgasse: siehe Theresianumgasse
- Ferdinandsgasse: siehe Belvederegasse
- Freihausplatz: siehe Operngasse
- Gaudenzdorfer Hauptstraße: siehe Schönbrunner Straße
- Griesgasse: siehe Margaretenstraße
- Guglgassel: siehe Schlüsselgasse
- Hechtengasse: siehe Rienößlgasse
- Heugasse: siehe Prinz-Eugen-Straße
- Himberger Straße: siehe Favoritenstraße
- Hundsturmer Straße: siehe Schönbrunner Straße
- Hungelbrunngasse: siehe Schönburgstraße
- Igelgasse: siehe Johann-Strauß-Gasse
- In der Rosenlukken: siehe Operngasse
- In der Sand Gestädten: siehe St.-Elisabeth-Platz
- Kaiserallee: siehe Favoritenstraße
- Kaiserweg: siehe Favoritenstraße
- Kapaunergasse: siehe Schäffergasse
- Karolinenplatz: siehe St.-Elisabeth-Platz
- Karolygasse: siehe Graf-Starhemberg-Gasse
- Kirchengasse: siehe Paulanergasse
- Kirchenplatz: siehe Favoritenstraße
- Kleine neue Gasse: siehe Kleine Neugasse bzw. Mittersteig
- Lange Gasse: siehe Schönbrunner Straße
- Liniengasse: siehe Kolschitzkygasse
- Luisengasse: siehe Mommsengasse
- Lumpertgasse: siehe Kettenbrückengasse
- Matzleinsdorfer Hauptstraße: siehe Wiedner Hauptstraße
- Matzleinsdorfer Straße: siehe Wiedner Hauptstraße
- Mayerhöfel-Gasse: siehe Mayerhofgasse
- Meidling-Schönbrunner Straße: siehe Schönbrunner Straße
- Mittelgasse: siehe Rainergasse
- Möllwaldhof: siehe Möllwaldplatz
- Mühlbachgasse: siehe Mühlgasse
- Neue Gasse auf der Neuen Wieden: siehe Große Neugasse
- Neue Wieden Hauptstraße: siehe Margaretenstraße
- Neu-Wiedner Straße: siehe Margaretenstraße
- Obere Alleegasse: siehe Argentinierstraße
- Obere Alleestraße: siehe Plößlgasse
- Obere Bräuhausgasse: siehe Margaretenstraße
- Obere Schleifmühlgasse: siehe Schleifmühlgasse
- Obere Schlossgasse: siehe Margaretenstraße
- Pänigklstraße: siehe Paniglgasse
- Piaristengasse: siehe Ziegelofengasse
- Platzgasse: siehe Mozartgasse bzw. Mozartplatz
- Plenkelgasse: siehe Paniglgasse
- Phorusplatz: siehe Phorusgasse
- Rainerplatz: siehe Rilkeplatz
- Reinprechtsdorfer Hauptstraße: siehe Margaretenstraße
- Salvatorgasse: siehe Freundgasse
- Schlösselgasse: siehe Lambrechtgasse
- Schmidtgasse: siehe Schikanedergasse
- Schmiedgasse: siehe Mühlgasse
- Sophiengasse: siehe Argentinierstraße
- Stalinplatz: siehe Schwarzenbergplatz
- Starhemberggasse: siehe Graf-Starhemberg-Gasse
- Suttnerplatz: siehe Rilkeplatz
- Tandelmarktgasse: siehe Technikerstraße
- Tandelmarktplatz: siehe Technikerstraße
- Technikerstraße: siehe Symphonikerstraße
- Tischlergasse: siehe Schlüsselgasse
- Untere Alleegasse: siehe Argentinierstraße
- Untere Schleifmühlgasse: siehe Schleifmühlgasse
- Vordere Südbahnstraße: siehe Wiedner Gürtel
- Wampersdorfer Straße: siehe Favoritenstraße
- Wienstraße: siehe Rechte Wienzeile
- Ziegelgasse: siehe Margaretenstraße

1938–1945
- Anton-Lehner-Platz: siehe Rilkeplatz
- Maitzengasse: siehe Phorusgasse